# Bieliny (powiat kielecki)
Bieliny – wieś w Polsce położona w województwie świętokrzyskim, w powiecie kieleckim, w gminie Bieliny. Leży u podnóża najwyższych szczytów Gór Świętokrzyskich – Łysicy, Agaty i Łysej Góry.
| SIMC    | Nazwa      | Rodzaj    |
| ------- | ---------- | --------- |
| 1016894 | Dajlonka   | część wsi |
| 0227590 | Dąbrówki   | część wsi |
| 1016902 | Kierków    | część wsi |
| 1016919 | Podchełmie | część wsi |
| 0227608 | Podlesie   | część wsi |
| 1016925 | Skrzetle   | część wsi |
| 1016931 | Stara Wieś | część wsi |
| 1016948 | Za Skałą   | część wsi |

Miejscowość jest siedzibą gminy Bieliny.
W latach 1954–1972 wieś należała i była siedzibą władz gromady Bieliny. W latach 1975–1998 miejscowość administracyjnie należała do województwa kieleckiego. Historycznie położone w Małopolsce (ziemia sandomierska), od początku swego istnienia związane z dobrami biskupów krakowskich.
Bieliny należą do obszaru Staropolskiego Okręgu Przemysłowego - niegdyś najbardziej uprzemysłowionego regionu Rzeczypospolitej Obojga Narodów.

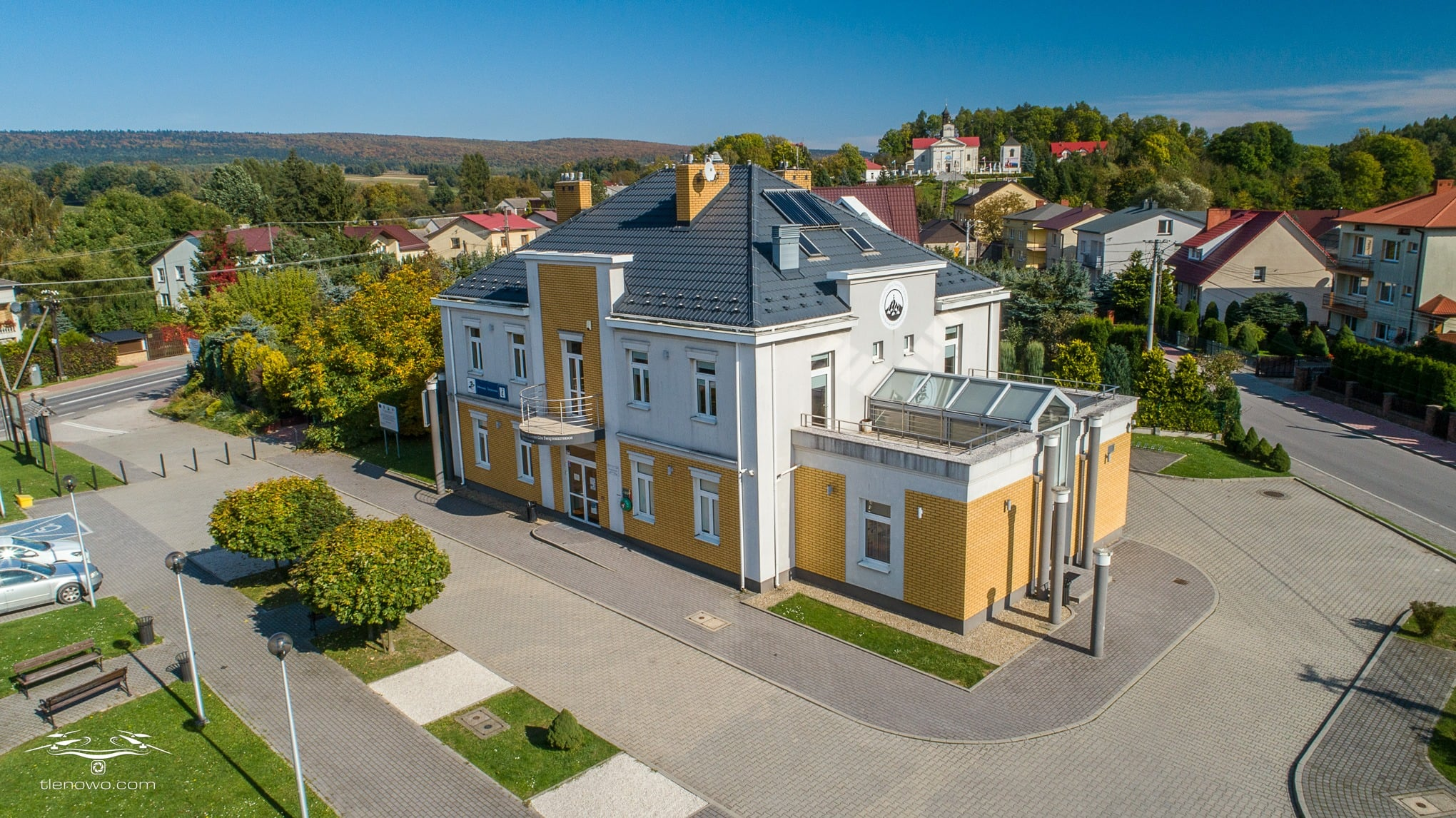
Centrum Tradycji, Turystyki i Kultury Gór Świętokrzyskich w Bielinach

Nazwa Bieliny obowiązuje od 1 stycznia 2003 roku, zastępując nazwy Bieliny Poduchowne i Bieliny Kapitulne. Nazwy Bieliny Poduchowne i Bieliny Kapitulne pozostały jako nazwy sołectw i nieoficjalne nazwy części wsi. Wody kilku potoków przecinających teren Bielin należą, poprzez Belniankę i Czarną Nidę, do zlewiska Wisły.
Przez miejscowość przechodzi  Główny Szlak Świętokrzyski z Gołoszyc do Kuźniaków,  niebieski szlak turystyczny z Wału Małacentowskiego do kapliczki św. Mikołaja, zielony szlak rowerowy Duża Pętla Bielińska, mierzący 40 km oraz 2 biegowe trasy narciarskie. Ważnym szlakiem także przecinającym Bieliny jest Świętokrzyska Droga Świętego Jakuba biegnąca z Warszawy do Kotuszowa.

## Toponimia
Nazwa Bieliny według prof. Danuty Kopertowskiej pochodzi od staropolskiej nazwy osobowej „Bielin”, bądź nazwy osobowej i nazwy herbu Belina. 
Stanisław Rospond sugeruje, że Bieliny u Długosza w XV w. to Byelyni, czyli. Biełynia, nazwa topograficzna przyrostkiem słowotwórczym -ynia, -yni. Pod wpływem wyrazu bielina oznaczającego to samo co biel, bielica (teren podmokły, torfowisko) zmieniono Biełynię na Bieliny. Możliwe, iż nazwa Bieliny wywodzi się od mokradeł, gdyż do tej pory między obecnymi ulicami: Kielecką, Stawową i Starowiejską istnieje teren zwany Stawem, podmokłym przez cały rok, a w czasie wiosenno-jesiennej aury wręcz bagiennym.
Ludowe przekazy lokalne sugerują zaś, iż nazwa pochodzi od czynności bielenia lnu czy drzew. Inna wskazuje na powiązanie ze sztuką bielenia domostw, stosowaną przed laty.

## Historia

### Początki osady
Badania archeologiczne wykazały, że pierwsze ślady osadnictwa człowieka w Bielinach i okolicach pochodzą z epoki kamienia i neolitu. Analiza licznych skupisk żużla żelaznego, znajdującego się na polach wiąże początki miejscowości ze starożytnym hutnictwem żelaza.
Obok archeologicznych prac wykopaliskowych zespołu Kazimierza Bielenina prowadzone były intensywne analizy laboratoryjne. Według nich ustalono chronologię żużla na tzw. okres wpływów rzymskich, a ówczesnych hutników powiązano z przedstawicielami kultury przeworskiej (III w. p.n.e - V w.n.e).
Rozwój regionu starożytnego, świętokrzyskiego hutnictwa żelaza nastąpił dzięki obecności dwóch czynników: licznych i łatwo dostępnych rud oraz lasów, które dostarczały opału w postaci węgla drzewnego. Wielkość produkcji zagłębia świętokrzyskiego (ok. 5 tys. ton żelaza między I-III w. n.e.) świadczy, że nie była ona przeznaczona na potrzeby miejscowe, ale na eksport. Na początku naszej ery istniała w pobliżu Nowej Słupi faktoria rzymska pośrednicząca w handlu żelazem.
Zanik najstarszego hutnictwa świętokrzyskiego i związanego z nim górnictwa związany był z inwazją plemion Gotów i późniejszą wędrówką ludów spowodowaną najazdem Hunów.
Po pojawieniu się Słowian na terenie Gór Świętokrzyskich, przez kilka kolejnych wieków produkcja żelaza ustała. Wznowienia działalności górniczo-hutniczej nastąpiło ok. X w.n.e. Z tego okresu pochodzą znaleziska żużla, zanotowane przez archeologów na polach w południowej części sołectwa Bieliny Kapitulne.

### Średniowiecze
Miejscowość od średniowiecza należała do dóbr biskupów krakowskich. Na przełomie XI i XII wieku w rękach biskupich znalazły się tzw. klucz bodzentyński i najobszerniejszy klucz kielecki, który obejmował miasto Kielce i 29 wsi. Bieliny należały do klucza kieleckiego, na terenie prepozytury kieleckiej. Ta wchodziła w skład diecezji krakowskiej stanowiąc uposażenie biskupów krakowskich. Czas jej powstania określany jest różnie – między XII a XIV wiekiem – po raz pierwszy udokumentowany w 1326 dzięki spisom dziesięciny papieskiej. 

Jedną z parafii prepozytury kieleckiej był parafia w Daleszycach (ufundowana w 1221 roku przez Iwo Odrowąża), w skład której wchodziły Bieliny.

Byelyny, villa sub parochia de Daleschycze sita, cuius proprietas ad episcopatum Cracoviensem pertinet. In qua sunt qatuordecim lanei cmethonales, item una scolteria, habens duos laneos et unam tabernam scoltetialem habentem agros, de quibus omnibus solvitur et conducitur decima manipularis et canapalis pro episcopatu Cracoviensis, et valor eius aestimatur ad sex marces. Item eiusdem villae solvunt ecclesiae in Daleschycze kolandam.

Jan Długosz, Liber Beneficiorum dioecesis Cracoviensis, tomus II

Według Liber Beneficiorum Jana Długosza w ówczesnej wsi było 14 łanów kmiecych, 2 łany sołeckie i 1 karczma z rolą.

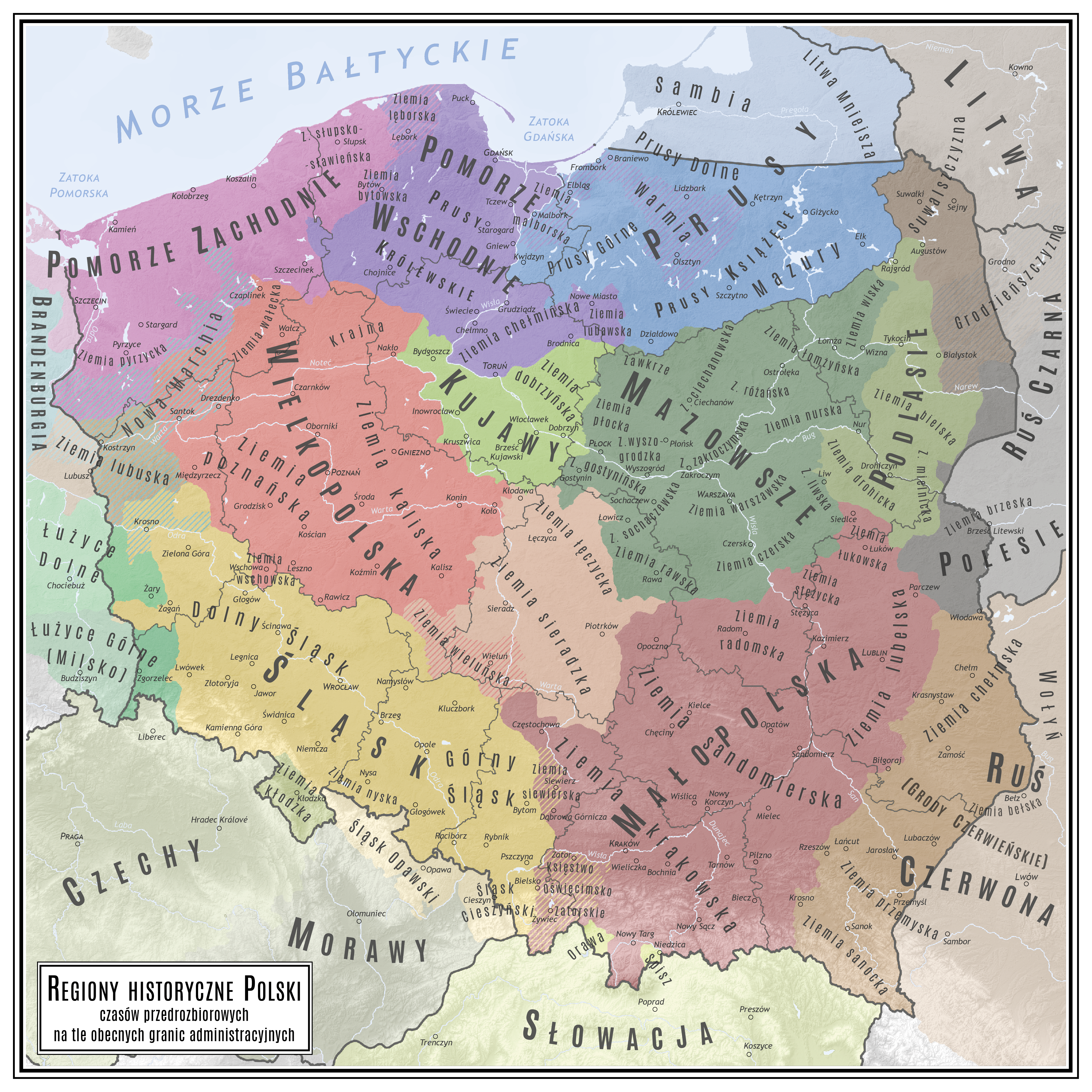
Ziemia sandomierska i inne krainy historyczne Polski na tle współczesnych granic administracyjnych

W 1459 król Kazimierz Jagiellończyk przeniósł Kielce (ponownie) wraz z wsiami: Bieliny, Bilcza, Bobrza, Brzeziny, Daleszyce, Górno, Kostomłoty, Kowale, Nida, Niewachlów, Skorzeszyce z prawa polskiego na średzkie (niemieckie) i zagwarantował tym miejscowościom własny samorząd sądowniczy.

### I Rzeczpospolita
Udokumentowane wzmianki o Bielinach z w. XIV i XV w  wiążą się z klasztorem na Świętym Krzyżu, z ustalaniem granic między dobrami opactwa benedyktynów, a ziemiami biskupstwa krakowskiego i biskupstwa włocławskiego. 
W 1464 roku miało miejsce rozgraniczenie terenu przy udziale podkomorzego sandomierskiego Piotra Dunina z Prawkowic i komornika Jana Płaczkowskiego. Usypano kopce graniczne pomiędzy wsiami Bieliny i Lechów należącymi do biskupa krakowskiego Jana Rzeszowskiego, a posiadłościami opactwa świętokrzyskiego. Granica prowadziła przez Przełęcz Hucką i rozdzielała dzisiejsze miejscowości Hutę Szklaną i Bartoszowiny, leżące po stronie klasztornej, od Huty Starej, Huty Starej Koszary i Lechowa.

Między XVI a XVII w. nastąpił w okolicy znaczący rozwój młynarstwa – zarówno kuźnicy, jak i hutnicy, w przywilejach na lokację swych zakładów otrzymywali prawo do zakładania młynów. W Bielinach młynarstwem zajmowała się rodzina Zawadów i Cedrów, później słynna rodzina Teligów, z której pochodził m.in. żeglarz Leonid Teliga czy teolog i rektor Uniwersytetu Jagiellońskiego Karol Boromeusz Teliga. Obok młynów wodnych pojawiały się drewniane, nieskomplikowane technicznie wiatraki, zwane koźlakami. W 1533 roku w dokumentach z wizytacji biskupa Piotra Tomickiego w Bodzentynie znajduje się informacja o tym, że młynarz z Bielin płaci dziesięcinę w postaci czterech garnców wina.

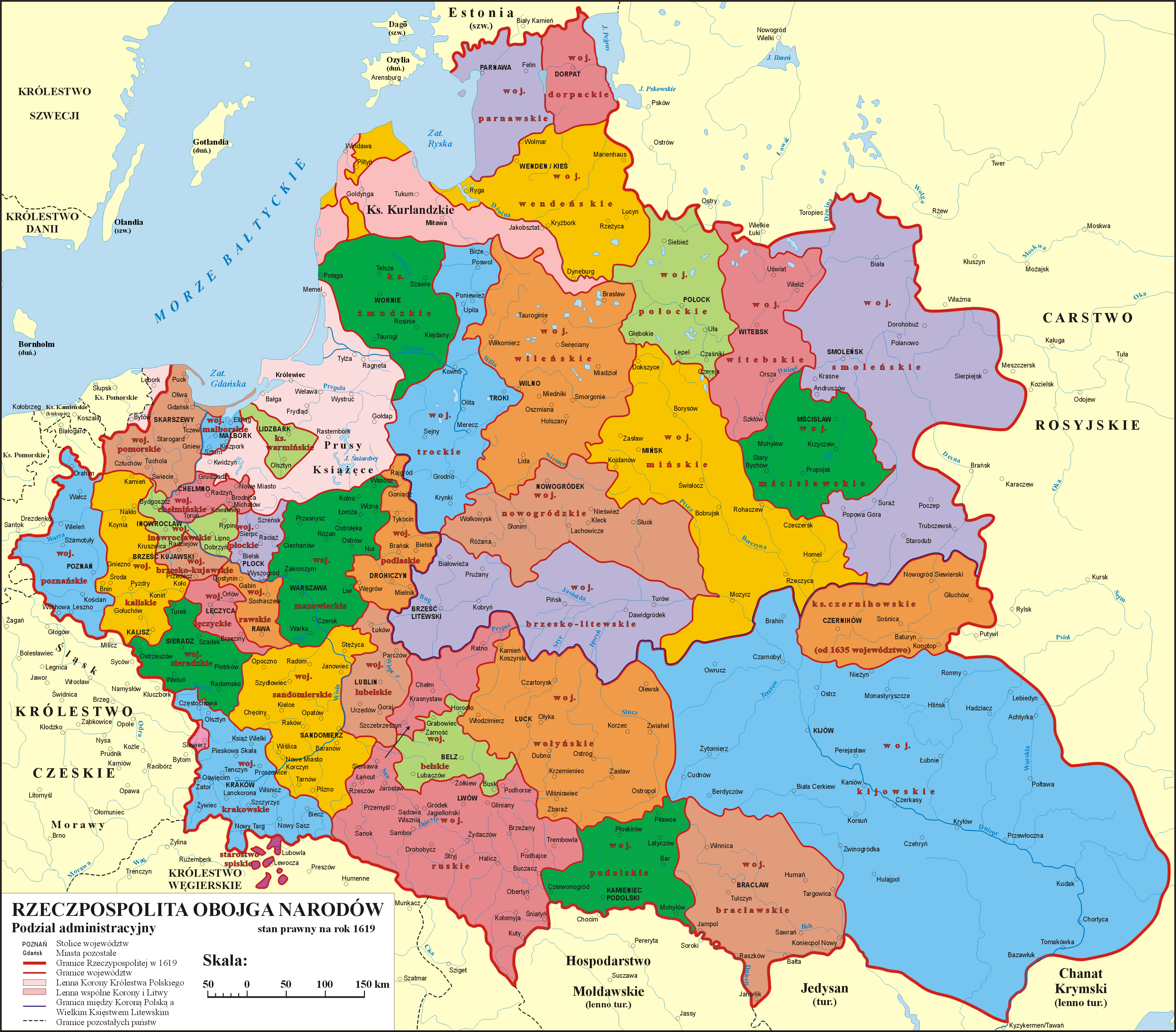
Podział administracyjny I Rzeczypospolitej

W 1625 roku biskup krakowski Marcin Szyszkowski wydał przywilej Krzysztofowi Jóźwikowi na założenie huty pod Kakoninem na południowym stoku Łysogór. Na prośbę Krzysztofa Jóźwika, zwierzchnika warsztatu hutniczego i okolicznych mieszkańców dnia 30 października 1637 powstała parafia bielińska wydzielona z parafii w Daleszycach. Wzniesiono murowany kościół z fundacji biskupa krakowskiego Jakuba Zadzika.
W źródłach znajdują się informacje, że Krzysztof Jóźwik pracował przy wznoszeniu murów oraz troszczył się o wyposażenie nowo postawionej świątyni w odpowiednie sprzęty. W inwentarzu kościoła sporządzonym w 1638 r., czyli tuż po erygowaniu parafii, podano informację, że zakupił on monstrancję i kilka innych cennych srebrnych paramentów. Zabiegał także o zainstalowanie organów, a gdy już instrument pojawił się w kościele, przeznaczył pieniądze na utrzymanie organisty.
Budowa świątyni trwała niespełna sześć lat - 14 czerwca 1643 r. biskup krakowski, sufragan Tomasz Oborski dokonał jej konsekracji.
Przy nowym kościele powstała szkoła (Schola Bielinen) – zachowały się akta metrykalne z nazwiskami nauczycieli (Gymnasii Bielinensis Director) oraz wielu uczniów, miejscowych parafian.
W kwietniu 1657 roku sprzymierzeńcy wojsk szwedzkich – hordy kozaków Rakoczego – złupiły i spaliły rozwijającą się wieś oraz zamordowały pierwszego proboszcza parafii w Bielinach – Jana Słopieckiego.

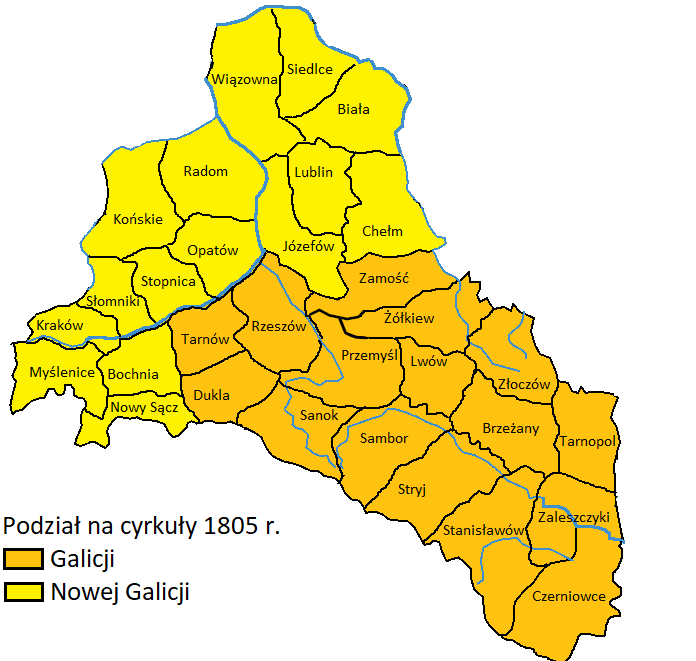
Galicja i Nowa Galicja - cyrkuły 1805 r

### Okres zaborów
W 1795 r. Bieliny przeszły na własność skarbu państwa (wcześniej ich właścicielem były władze kościelne). Bieliny w wyniku III rozbioru Rzeczypospolitej znalazły się w zaborze austriackim (Galicja Zachodnia), zaś od 1809 r. – w Księstwie Warszawskim (departament krakowski). Za rządów austriackich powstała w 1805 r. po raz pierwszy diecezja kielecka (w 1818 r. przeniesiona do Sandomierza, przywrócona ostatecznie w 1883 r.). Zgodnie z dekretem z dnia 23 lutego 1809 roku zapoczątkowano istnienie rad wiejskich z wójtami na czele, zaś wójtem danej wsi lub dóbr był ich właściciel lub dzierżawca (w przypadku Bielin – Dzierżawca Dóbr Kapituły Krakowskiej Napęków). Po kongresie wiedeńskim, w 1815 r. Bieliny znalazły się w Królestwie Polskim (zabór rosyjski).
Mieszkańcy Bielin brali czynny udział w polskich zrywach niepodległościowych XIX w. W 1831 proboszcz bieliński, Jędrzej Poniewierski, oddał Rządowi Narodowemu srebrny krzyż i kielich z paterą z przeznaczeniem na wsparcie powstania listopadowego. W 1844 tutejsi chłopi spiskowali w Krajnie wraz z ks. Piotrem Ściegiennym. 14 września 1861 roku odbyła się wielka manifestacja patriotyczna z udziałem mieszkańców parafii Bieliny na Świętym Krzyżu, która zgromadziła ok. 30 tysięcy ludzi. Na wieży kościelnej powiewał biało-czerwony sztandar z orłem i odśpiewano hymn „Boże, coś Polskę”, zaś organizator manifestacji ks. Ignacy Zakrzewski wzywał do przeciwstawiania się władzom carskim i „walki za wolność ojczyzny do ostatniej kropli krwi”.

W latach 1846–48 na mocy porozumienia z Kapitułą Katedralną Krakowską przeprowadzono regulację gruntów w Bielinach Kapitulnych połączoną ze zniesieniem pańszczyzny i wieczystym oczynszowaniem włościan. Po oczynszowaniu włościanie posiadali ziemię o powierzchni 1522 mórg i 32 prętów, a także pastwiska (do wspólnego użytkowania) o łącznej powierzchni 396 mórg i 189 prętów. Podział nie był jednakowy – jedni włościanie otrzymali 20 mórg, inni 15 i mniej. Wytyczono nową linię zabudowy (dzisiejsza ul. Kielecka) i wyznaczono osady po obu stronach ulicy. W środku wsi znajdowały się dwie karczmy, zaś nad rzeką Belnianką osada młynarska Józefa Teligi.

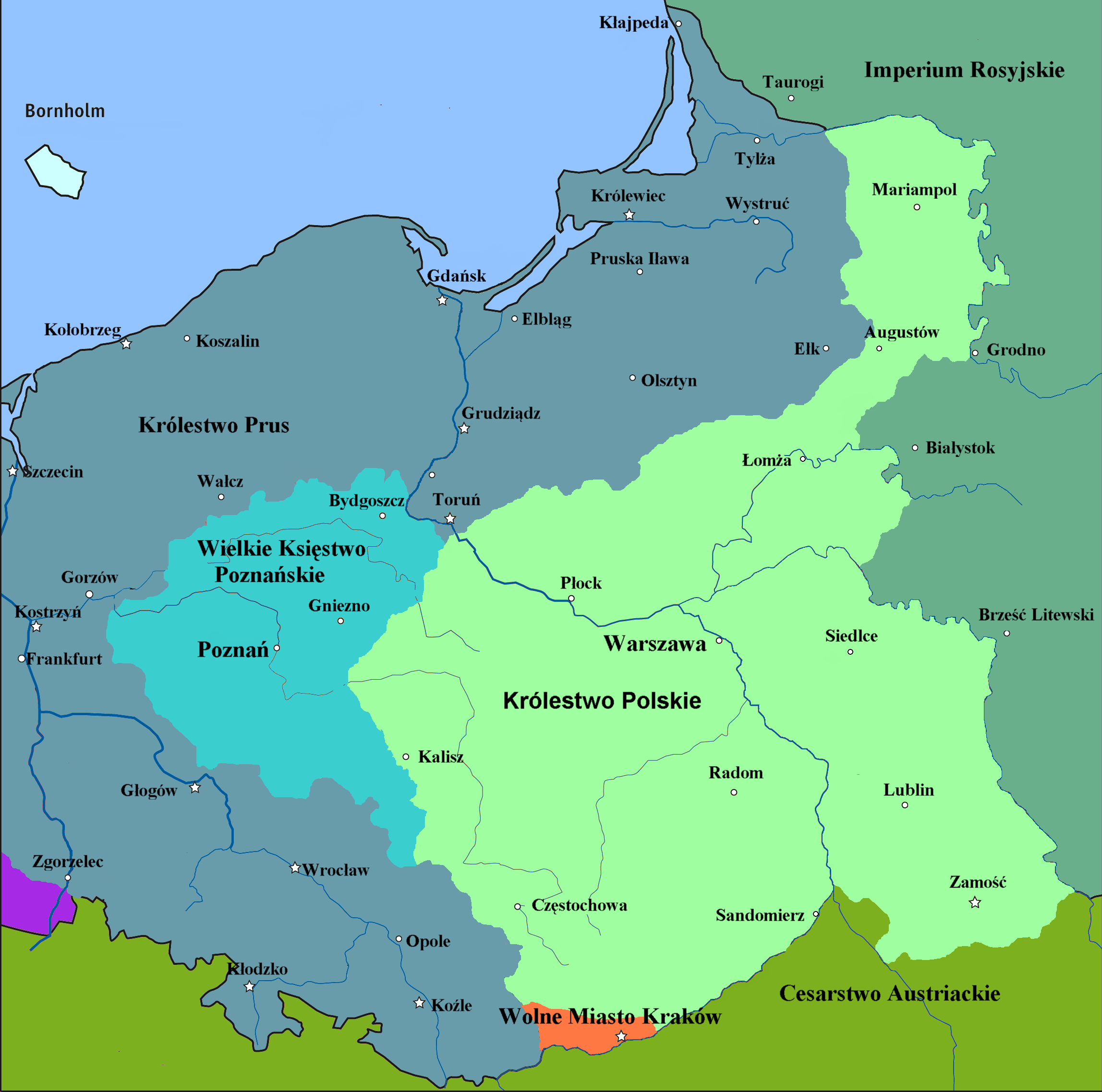
Królestwo Polskie (rok 1825)

W 1865 roku powstaje w Bielinach państwowa szkoła elementarna. Nauka odbywa się w języku rosyjskim. Szkoła mieściła się w domu składającym się z czterech izb: izby dla chłopców, dla dziewcząt, pokoju nauczycielki i kuchni. Mieszkańcy wnosili opłaty na działalność szkoły w wysokości 75 kopiejek od jednego gospodarstwa oraz dostarczania 75 fur drewna na ogrzewanie. Inwentarz biblioteki szkolnej liczył 106 pozycji, w tym 12 pomocy naukowych (tablice, mapy, globusy).
Ludność Bielin w XIX wieku, oprócz wytwórczości (ważny ośrodek stolarstwa) i handlu, zajmowała się rolnictwem (głównie upraw zbóż). Wędrujący często po okolicy Stefan Żeromski tak opisywał po latach miejscowość:
„(...) ogrodnictwo, wysoko postawione na południowem zboczu gór świętokrzyskich (w Bielinach, Porąbkach, Słupi, Krajnie)(...) U podnóża Łysej góry w Bielinach i Porąbkach zaprowadzone zostały przez mnichów benedyktyńskich najrzadsze i najpiękniejsze drzewa owocowe przy chatach. Kwitną tam również najpiękniejsze zapewne w Polsce dziewczęta i kobiety, o oczach połyskujących, jak u Włoszek, kruczych włosach i regularnych rysach”
27 lutego 1913 w Bielinach urodził się Kazimierz Sabbat – polski działacz emigracyjny, premier i prezydent RP na Uchodźstwie.

### I wojna światowa
W 1914 roku, gdy wybuchła wojna światowa, ożyły nadzieje na odzyskanie niepodległości. Już wcześniej mieszkańcy Bielin sprzeciwiali się władzom carskim – 1906 zostało zerwane godło carskie oraz urzędowe tablice w języku rosyjskim z urzędu gminy oraz budynku szkoły elementarnej, szerzyła się agitacja za całkowitym bojkotem podatków, prowadzono wycinkę lasów pod carskim zarządem. W momencie wkroczenia Legionów Piłsudskiego do Kielc sotnia kozaków stacjonująca w Hucie Podłysicy została wyparta na wschód. Mieszkańcy gminy Bieliny podjęli uchwałę w sprawie zebrania składki dla wojska i w krótkim czasie zebrano 700 rubli dla tworzących się legionów. W Legionach Piłsudskiego służyli m.in. mieszkańcy: Józef Michalski, Franciszek Zieliński, Józef Czajkowski, Stefan Teliga, Władysław Ziach, Ignacy Michta.

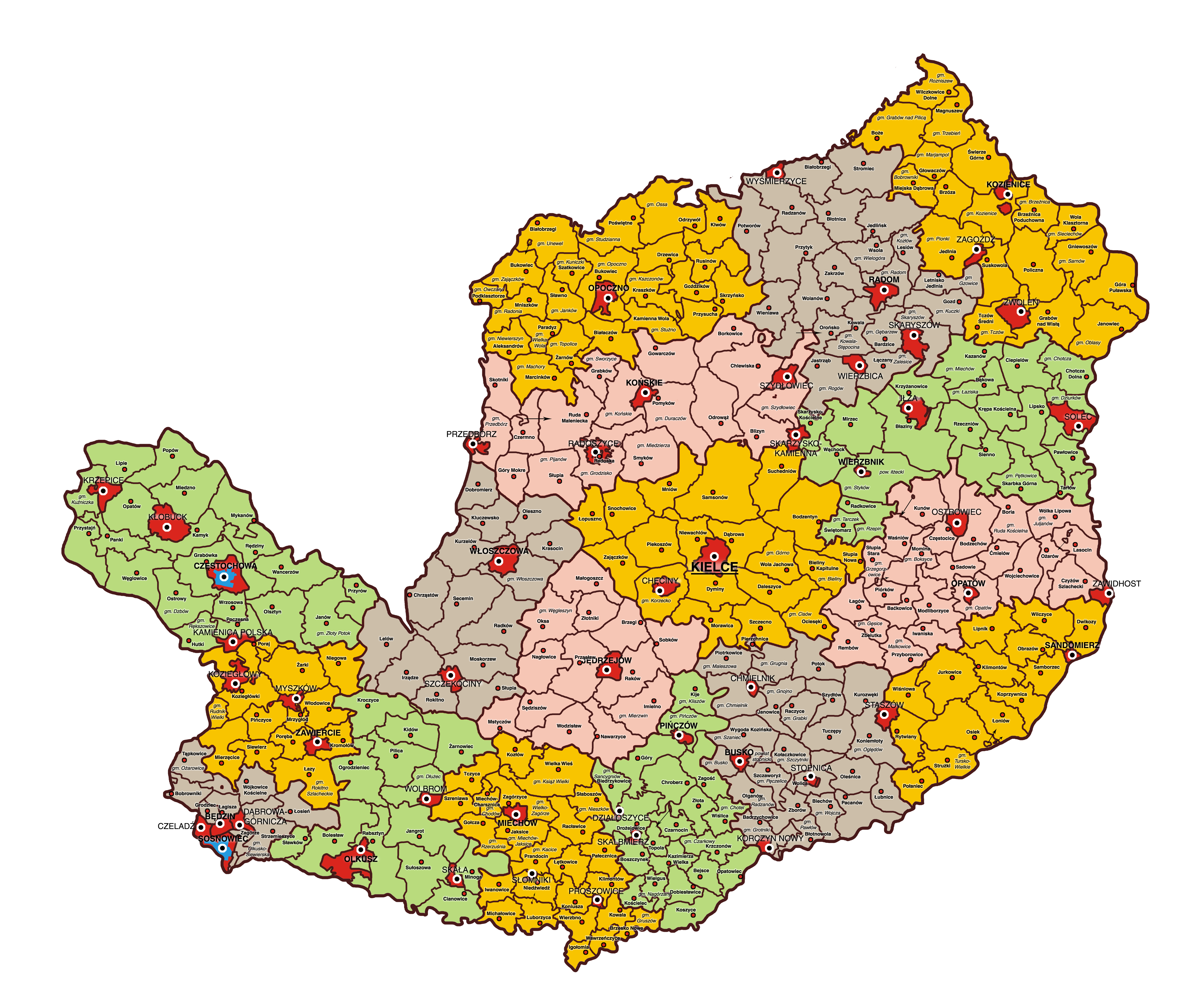
Województwo kieleckie (II RP)

### Dwudziestolecie międzywojenne
Po odzyskaniu niepodległości rozpoczynają pracę liczne stowarzyszenia społeczne m.in. Stowarzyszenie „Rolnik” Bieliny, Spółdzielnia Mleczarska „W jedności siła”, Koło Polskiej Macierzy Szkolnej, Związek Nauczycielski „Gwiazda Bielińska”, Towarzystwo Związku Strzeleckiego (członkowie zarządu: Stefan Teliga, Jan Winiarski i Antoni Brożyna). Jesienią 1922 roku zarejestrowano Towarzystwo Straży Ogniowej Ochotniczej w Bielinach, zaś w maju 1931 roku została oddana do użytku remiza strażacka (wybudowana na działce parafialnej, przekazanej przez proboszcza ks. Feliksa Nowackiego). W 1933 roku zostaje oddana do użytku nowa szkoła przy ul. Starowiejskiej (wybudowana na działce pokarczemnej). Zgodnie z informacjami zawartymi w Księdze Adresowej Polski dla Handlu, Przemysłu, Rzemiosł i Rolnictwa z 1930 roku, Bieliny zamieszkiwało 2037 mieszkańców. W miejscowości funkcjonowała Cegielnia, dwa wiatraki, „Dom Zajezdny ze sprzedażą trunków” Andrzeja Gruszczyńskiego, liczne sklepy spożywcze (właściciele – H. Gałuchowski, S. Kot, W. Madejcho, J. Sosnowiec, F. Iwan). Wymienieni są również liczni rzemieślnicy m.in. stolarz Prokop Pikulski, rzeźnik Stanisław Fiszer czy piekarz Władysław Michalski.

### II wojna światowa
Podczas II wojny światowej Bieliny stanowiły ważny ośrodek ruchu oporu. 11 listopada 1939 powstała komórka Służby Zwycięstwu Polski. Jej komendantem został Jan Sobkiewicz. W skład pierwszej komórki konspiracyjnej w Bielinach wchodzili: Władysław Ziach ps. Zięba, Władysław Ołubiec ps. Bartek i Władysław Michalski – znany działacz ludowy. Do końca 1940 roku na terenie placówki Bieliny została zorganizowana pełna kompania wojska wraz z sekcjami pomocniczymi: ckm, łączności i sanitarną. W Bielinach powstał także Ludowy Związek Kobiet, który prowadził szkolenia sanitarne i przygotowywał do pracy konspiracyjnej łączniczki. W roku 1941 rozpoczęły się serie aresztowań i zatrzymań przez gestapo połączone z rewizjami i torturami. Do obozu koncentracyjnego w Oświęcimiu wywieziono wielu mieszkańców m.in. ks. Feliksa Nowackiego, Bolesława Charzewskiego, Władysława Turyna (nauczyciel), Wincentego Mikołajczyka, Ignacego Bakalarza.
8 marca 1944 r. partyzancki oddział Armii Krajowej – Wybranieccy Mariana Sołtysiaka „Barabasza” dokonał we wsi zbrojnego ataku na posterunek żandarmerii hitlerowskiej. W odwecie za przeprowadzony atak, Niemcy przeprowadzili pacyfikację Bielin. W nocy z domów zabrano osoby zgodnie z przygotowaną listą. Większa część osób była związana z konspiracją i rozpracowana przez niemieckich agentów. Rozstrzelano 20 osób (ranni Władysław Jamrożek ps. Jur i Jan Śliwiński zdołali uciec). Ciała pomordowanych zostały ekshumowane w 1946 roku i uroczyście pogrzebane na miejscowym cmentarzu. Przy głównym trakcie wsi znajduje się pomnik upamiętniający te wydarzenia. Latem 1944 roku – w czasie Akcji „Burza” – z Bielin odeszła drużyna żołnierzy, która weszła w skład 3 Pułku Piechoty Legionów AK.

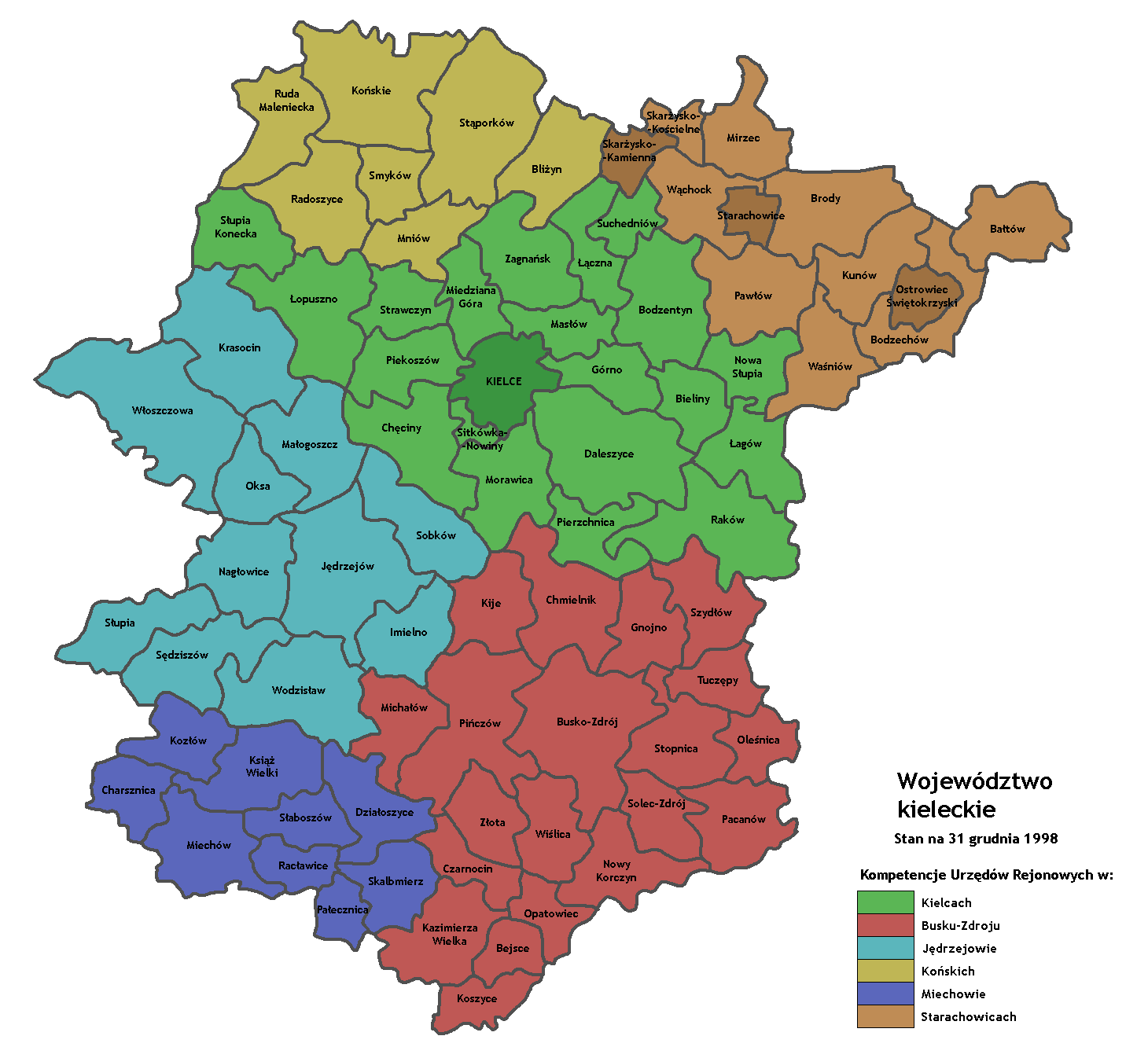
Bieliny na mapie województwa kieleckiego w ostatnim dniu istnienia (31.12.1998)

### Po wojnie
Po wojnie wieś zelektryfikowano i wybudowano sieć wodociągową. Powstała Spółdzielnia Zdrowia wykonująca opiekę lekarską i dentystyczną (pierwsza spółdzielnia kielecka w Bielinach była drugą w kolejności w kraju) i Spółdzielnia Kółek Rolniczych. Lata 50. to rozwój Bielin jako zagłębia truskawkowego i sadowniczego. W centrum miejscowości utworzono zbiornik przeciwpożarowy, a nieopodal budynek – pawilon handlowy Gminnej Spółdzielni Samopomoc Chłopska. Mieściła się tam kultowa i słynna restauracja Pod Kogutami, którą w okresie PRL, odwiedzały ówczesne elity – znani dziennikarze, literaci, politycy, funkcjonariusze licznych służb, artyści itp.(obecnie budynek, w odnowionej szacie, również pełni funkcję handlowo-gastronomiczną). W 1951 roku powstał zespół folklorystyczny „Wesele Bielińskie”. Przedstawiał tradycyjne obrzędy weselne podczas widowiska teatralnego trwającego ponad dwie godziny. Oparte ono było na adaptacji sztuki etnografa Stanisława Suchorowskiego „Wesele świętokrzyskie” z wykorzystaniem zwyczajów, pieśni, przyśpiewek i tańców regionalnych, żywych jeszcze wtedy w obrzędowości weselnej Gór Świętokrzyskich. Zespół w okresie swojej świetności liczył 50 członków. Cieszył się wielką popularnością nie tylko w Bielinach, ale także w okolicy i różnych miejscowościach całego kraju. Brał udział w wielu festiwalach folklorystycznych, między innymi w Zakopanem, Kazimierzu Dolnym, Włoszczowie, Warce, Suchedniowie, w Warszawie.

### III Rzeczpospolita
1990 odbywają się pierwsze demokratyczne wybory samorządowe w gminie Bieliny, zaś 1992 roku następuje otwarcie nowego budynku szkoły przy ul. Partyzantów. w 1995 roku powstał zespół, kontynuujący dorobek „Wesela Bielińskiego” – zespół ludowy Bielinianki. Ważniejsze osiągnięcia i sukcesy zespołu to m.in. uczestnictwo w Europejskich Targach Chłopskich w Plauen (2000), w Berlinie (2001) oraz Forum Gospodarczo – Kulturalnym w Winnicy na Ukrainie (2004), przeglądzie zespołów folklorystycznych w Nanning koło Hongkongu, czy XVII Przystanku Woodstock. 1 czerwca 1998 roku po raz pierwszy zostały zorganizowane Dni Świętokrzyskiej Truskawki.
W 2001 roku powstaje Towarzystwo Przyjaciół Bielin, działające na rzecz zachowania dziedzictwa kulturowego poprzez pielęgnowanie tradycji ludowych i kulturalnych czy zabezpieczanie zabytków. Inicjatorem jego powstania i pierwszym prezesem stowarzyszenia był Sławomir Jóźwik. W 2004 roku Towarzystwo Przyjaciół Bielin utworzyło fundusz stypendialny im. JM Rektora Uniwersytetu Jagiellońskiego Ks. Prof. Karola Teligi. Stypendia są wręczane co roku jako najważniejszy punkt programu Dnia Kultury i Tradycji Gminy Bieliny. Innymi sukcesami towarzystwa są m.in. organizowanie cyklicznych imprez turystycznych „Rodzinne wędrowanie” (rajdy piesze i rowerowe), gminnego Konkursu Historycznego im. Prezydenta Kazimierza Sabbata czy przeprowadzanie corocznych kwest i zbiórek pieniędzy na odnowę i ochronę miejscowych zabytków (kapliczki przydrożne, zabytkowe nagrobki). W 2007 roku we została wydana monografia historyczno-etnograficzna „Kartki z przeszłości gminy Bieliny”, autorstwa Andrzeja Drogosza (prezesa TBP od 2006 roku, sprawcy wielu artykułów historycznych oraz pozycji o regionie świętokrzyskim) oraz Anety Cedro.
Od 16 listopada 2005 r. działa Gminne Centrum Kultury i Sportu w Bielinach, którego celem jest organizowanie wydarzeń kulturalnych i sportowych oraz włączenie do aktywnego uczestnictwa w nich społeczności lokalnej. W 2010 roku nastąpiło uroczyste otwarcie Centrum Tradycji i Turystyki Gór Świętokrzyskich mieszczącego się przy ul. Partyzantów 3 w Bielinach (nowy budynek powstał w miejscu dawnego urzędu gminy).

## Zabytki i inne atrakcje
- Kościół parafialny pw. św. Józefa Oblubieńca NMP, wczesnobarokowy o klasycystycznej fasadzie, wybudowany w 1637, rozbudowany od zachodu w 1838. W ołtarzu głównym (z XIX wieku) znajduje się obraz na desce Świętej Rodziny z poł. XVII wieku oraz dwa ołtarze boczne późnobarokowe z 2. połowy XVIII wieku: w lewym ołtarzu znajduje się obraz Matki Boskiej z Dzieciątkiem z 1. połowy XVIII w., w prawym, obraz Ukrzyżowania z XVII wieku. W ścianę fasady głównej wmurowane zostały marmurowe tablice epitafijne z 1 poł. XVII w., przeniesione do Bielin z rozebranego po pożarze w 1777 r. kościoła klasztornego na Świętym Krzyżu. Obok kościoła położony jest zabytkowy cmentarz[15].

Kościół wraz z cmentarzem przykościelnym został wpisany do rejestru zabytków nieruchomych (nr rej.: A.211/1-2 z 31.10.1947 i z 15.02.1967)
- Cmentarz parafialny z przełomu XVIII/XIX wieku (nr rej.: A.212 z 14.05.1992)[30]. Zachowane nagrobki i krzyże żeliwne z przełomu XIX i XX wieku. Najstarszy z nich – płyta z chęcińskiego wapienia z 1824 roku pochodząca z grobu rodzinnego dzierżawców dworu napękowskiego – Paszkowskich dziedziców Promnika. Inne zabytkowe monumenty: kamienny, neogotycki pomnik w formie wieży ks. Karola Żurkowskiego zm. 1827 roku (założyciela cmentarza), krzyż z czerwonego piaskowca wykonany w 1835, pomniki nagrobne Walentego Pękalskiego i Wincentego Krawczyńskiego, zabytkowa rzeźba Matki Bożej[15].
- Unikatowy zespół XIX-wiecznych zabytkowych kapliczek przydrożnych (Kapliczka Najświętszej Maryi Panny z 1802 r., Kapliczka św. Jana Nepomucena z II poł. XIX w., Kapliczka św. Rozalii nakryta czterospadowym gontowym dachem)[31].Zabytkowy ołtarz

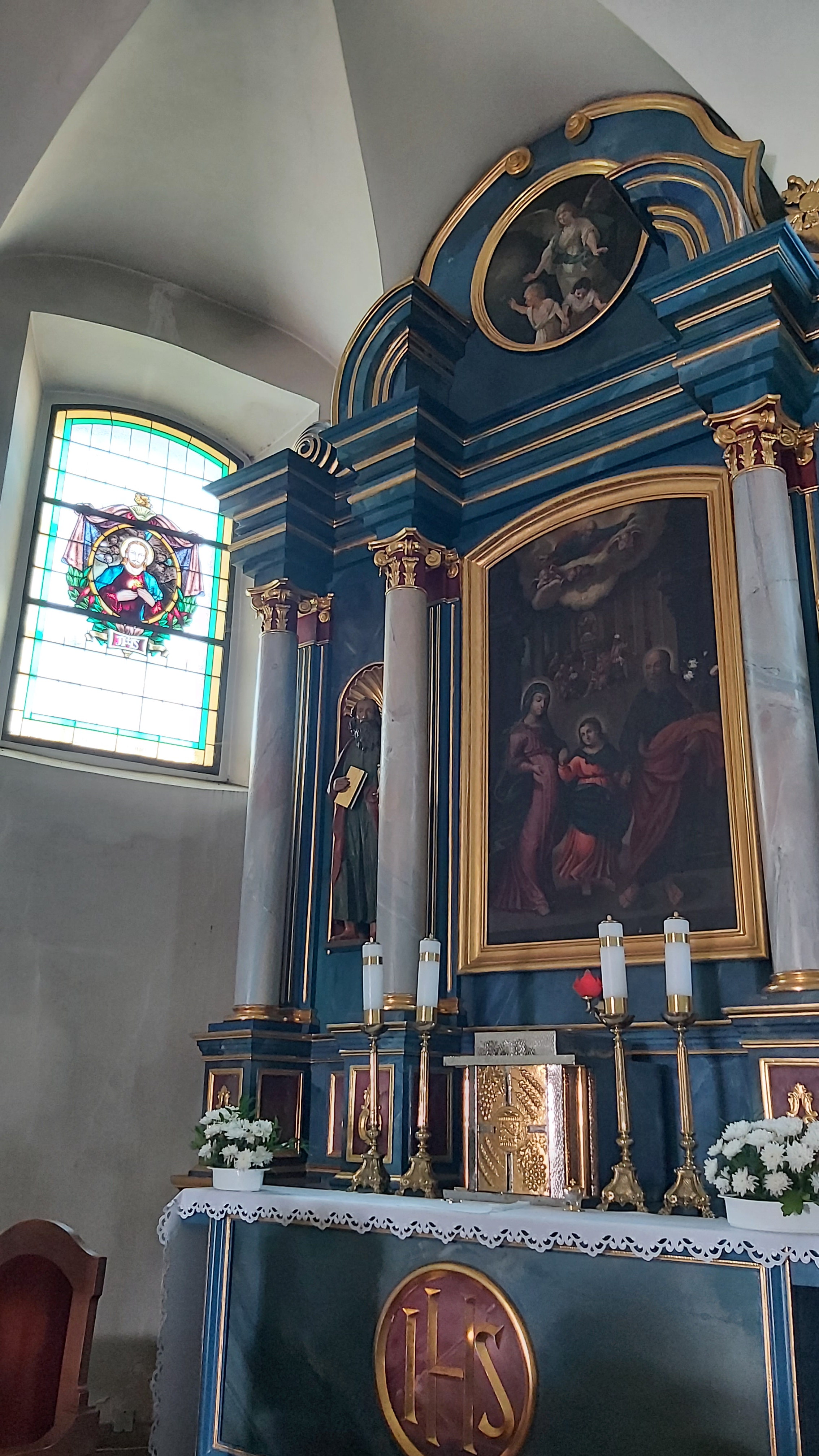
Zabytkowy ołtarz

- Pomnik ofiar II wojny światowej znajdujący się u podnóża wzgórza kościelnego tzw. Wzgórze Popówka

- Jodłowo-modrzewiowy dworek i zabudowania, wzniesione w I poł. XX w. w stylu ludowo-dworskim Józefa Ozgi- Michalskiego. Budynki powstały na bazie zachowanych fragmentów fundamentów dużo starszego budynku oraz 200-letniej, kolebkowo sklepionej piwnicy. Obiekt zlokalizowany jest na trasie turystycznej Świętokrzyski Szlak Literacki.

- Skała (inaczej Barania Góra) stanowiąca jedno ze wzgórz Pasma Bielińskiego, o wysokości 360,8 m n.p.m. Krzyże na Skale mają historię sięgającą XIX wieku. W 1913 roku stały tam trzy w ramach obchodów 1600-lecia edyktu cesarzy Konstantyna Wielkiego i Licyniusza umożliwiającego chrześcijanom wyznawanie swojej religii w imperium rzymskim, a także dla uczczenia przypadającą wówczas także 230. rocznicę zwycięskiej bitwy pod Wiedniem[32].
- Kamień-Ławki – Pomnik przyrody nr 129 w rejestrze Regionalnego Konserwatora Przyrody w Kielcach. Okazałe bloki środkowodewońskich dolomitów dochodzą do 10 m wysokości, tworząc cztery grupy. „(...) Według legendy niósł te skały diabeł, aby zniszczyć kościół w Bielinach. Usłyszał jednak bicie dzwonów na Świętym Krzyżu i upuścił je na ziemię (...)”[32].
- Dni Świętokrzyskiej Truskawki coroczny folklorystyczny festyn, odbywający się w czerwcu połączony z Mistrzostwami Świata w Szypułkowaniu Truskawek.
- Dni Kultury i Tradycji Gminy Bieliny, święto promujące lokalnych twórców i artystów, kuchnię regionalną, folklor.
- Dom drewniany Bieliny ul. Żeromskiego 75 – 1 poł. XX w jak przykład ludowego budownictwa (nie udostępniony do zwiedzania).
- Drewniane przykłady dawnego, drewnianego budownictwa ludowego z XVIII i XIX wieku z Bielin przeniesione do Parku Etnograficznego w Tokarni m.in. Zagroda z Bielin (na chałupie zachował się napis fundacyjny o treści: „AD 1789 IHS Die 14 Juli”)[33], Jodłowa kapliczka przydrożna z XIX wieku, Organistówka z Bielin z połowy XIX wieku w Sektorze Małomiasteczkowym (Drewniany obiekt zbudowano w konstrukcji węgłowej, o ścianach szalowanych ozdobnie deskami. Budynek nakrywa naczółkowy dach kryty gontem. Wewnątrz domu znajdują się pomieszczenia w układzie dwutraktowym z centralną, przelotową sienią. W każdej z izb wybudowano piece połączone z usytuowanym centralnie tzw. „kominem cyrklowym”).
- XIX-wieczna chałupa w Kakoninie – doskonale zachowany element świętokrzyskiej tradycji i zabudowy ludowej. Chałupa w Kakoninie składa się z trzech pomieszczeń w układzie: sień – izba – komora. Wnętrze chaty odtworzone zostało na podstawie badań etnograficznych i archiwalnych i przedstawia warunki życia średniozamożnej rodziny rolniczej z XIX wieku. Chałupę zbudował około 1820 roku Wojciech Samiec, z jodłowych bali na podmurówce z kamieni polnych. Koło chałupy przebiega czerwony Główny Szlak Świętokrzyski im. Edmunda Massalskiego.
- Centrum Tradycji, Turystyki i Kultury Gór Świętokrzyskich w Bielinach przy ul. Partyzantów 3. Jest to instytucja zarządzająca m.in. Osadą Średniowieczną oraz Świętokrzyską Zagrodą Kultury – Harmonia w Hucie Szklanej[34]

Zabytki i atrakcje Bielin
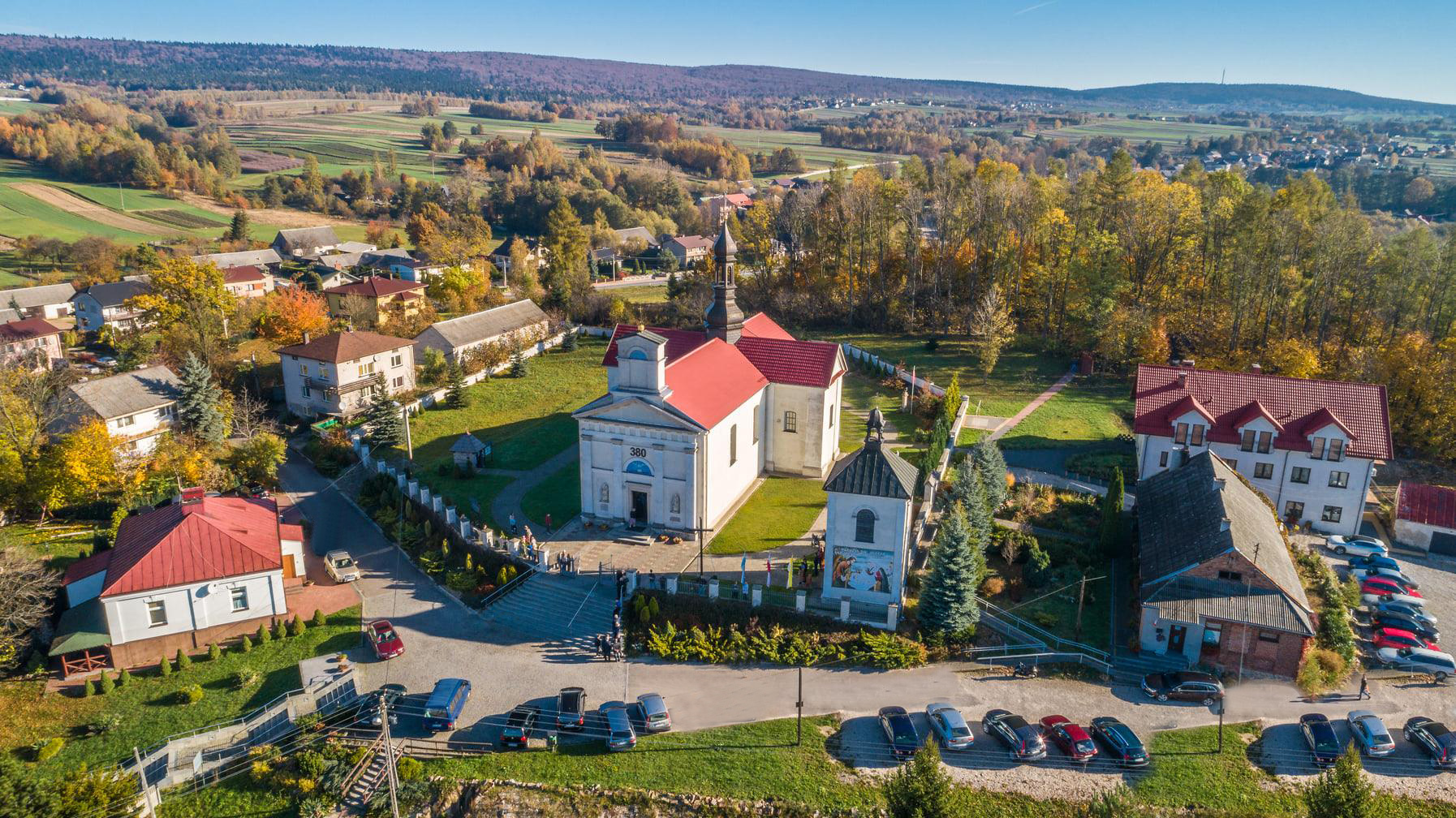
Bieliny Poduchowne z lotu ptaka
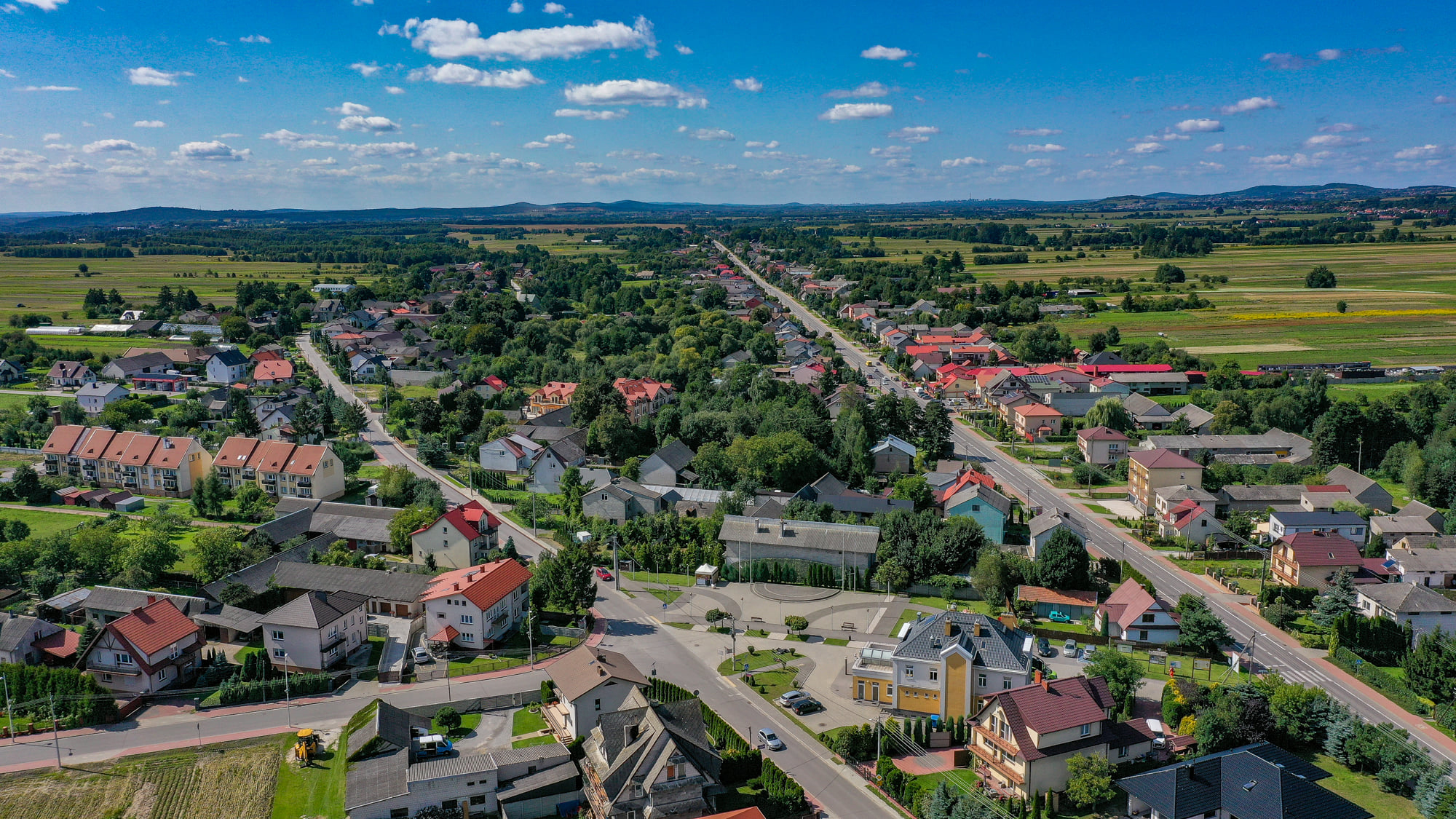
Widok z lotu ptaka na zachodnią część miejscowości
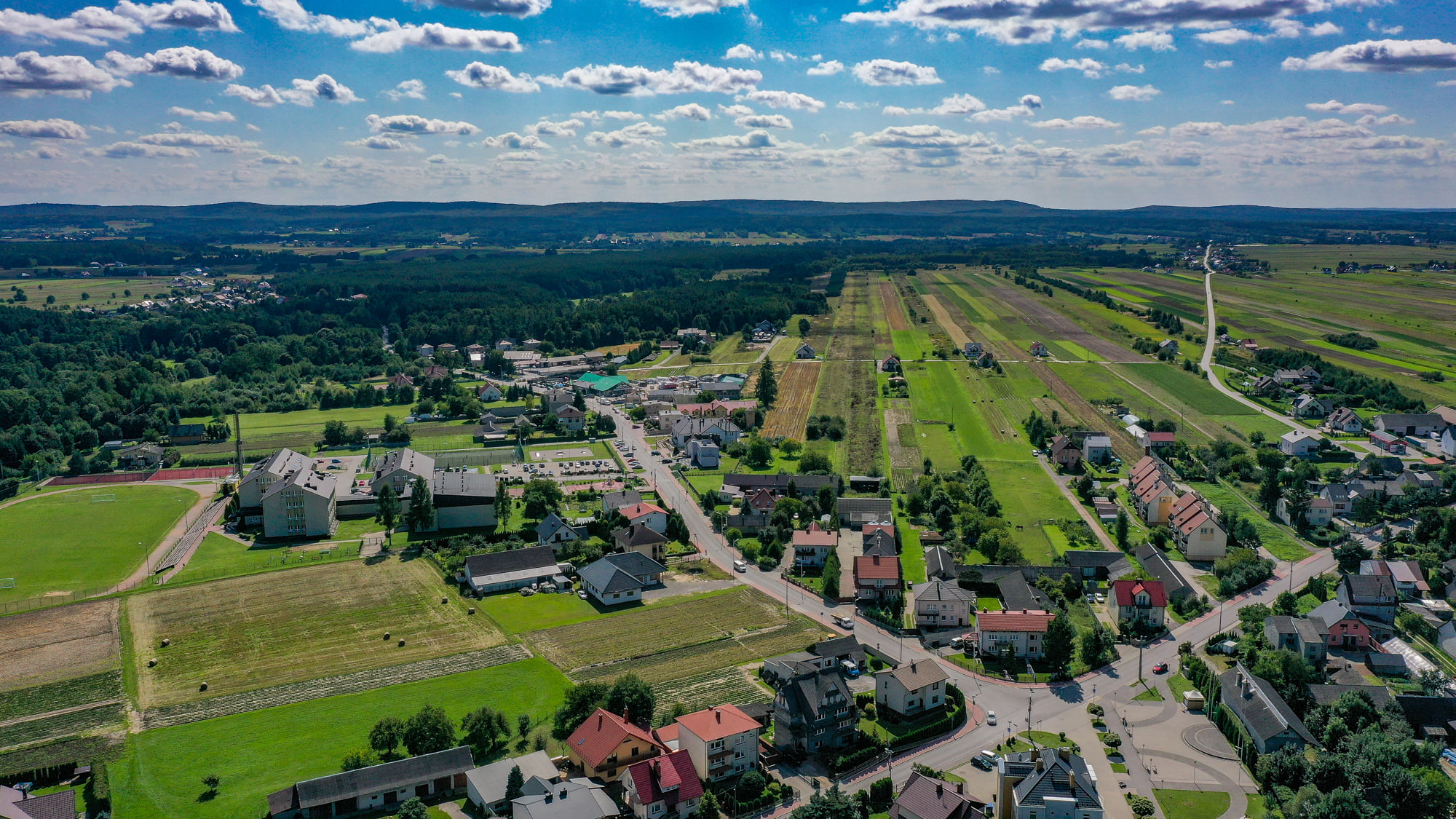
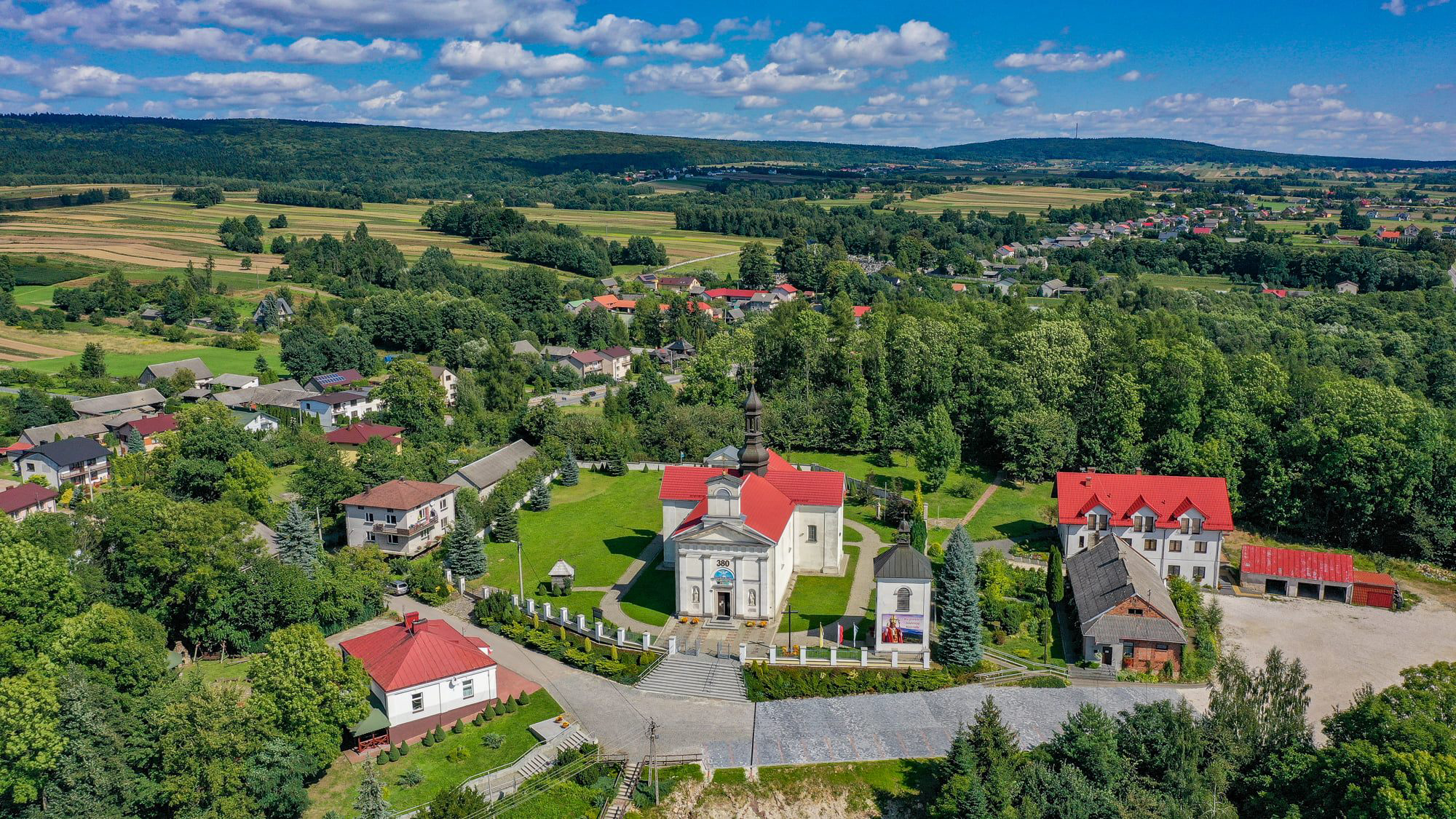
Widok z lotu ptaka na Ulicę Żeromskiego
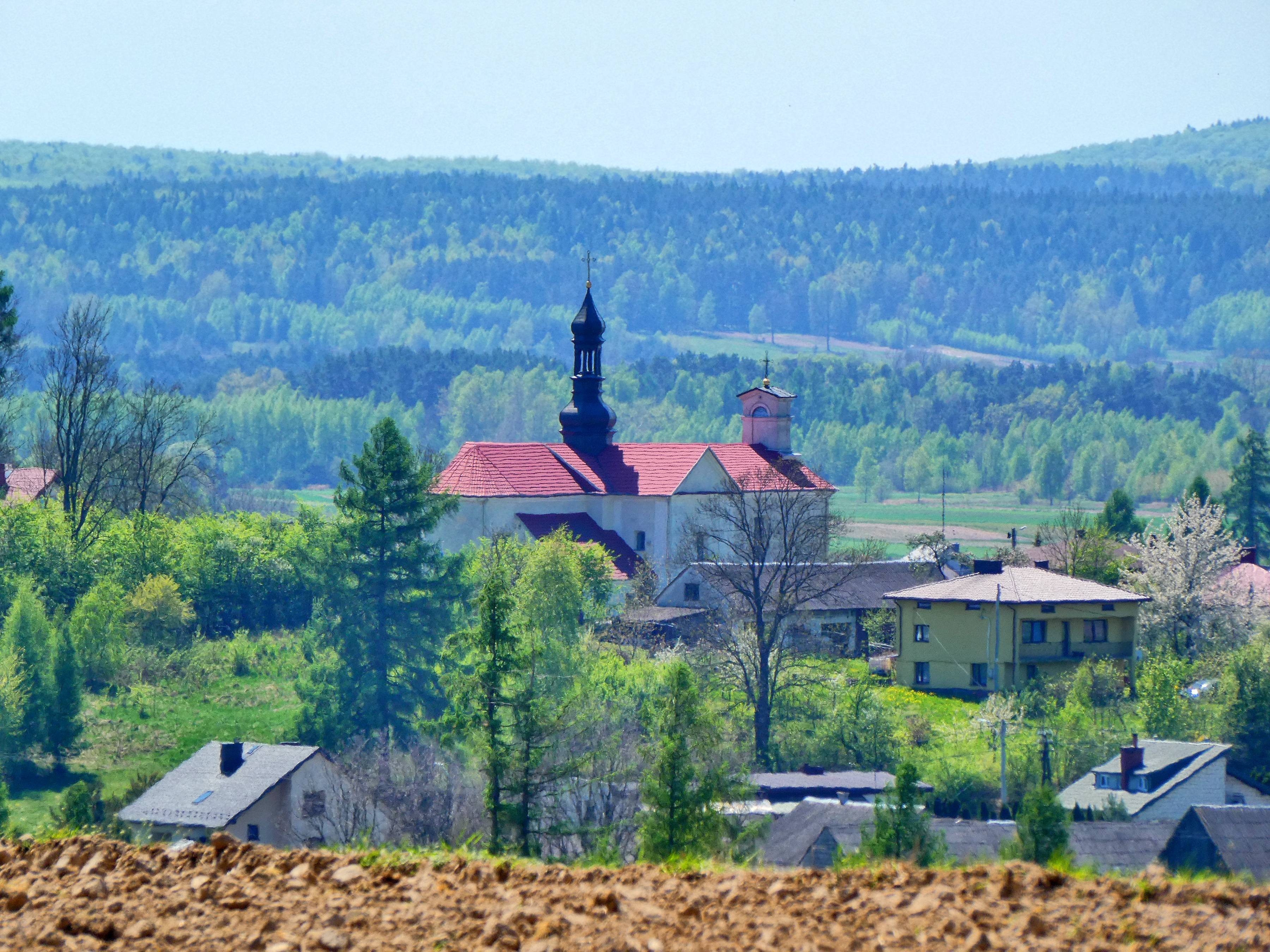
Widok z Bieliny ul. Podlesie (niebieski szlak)
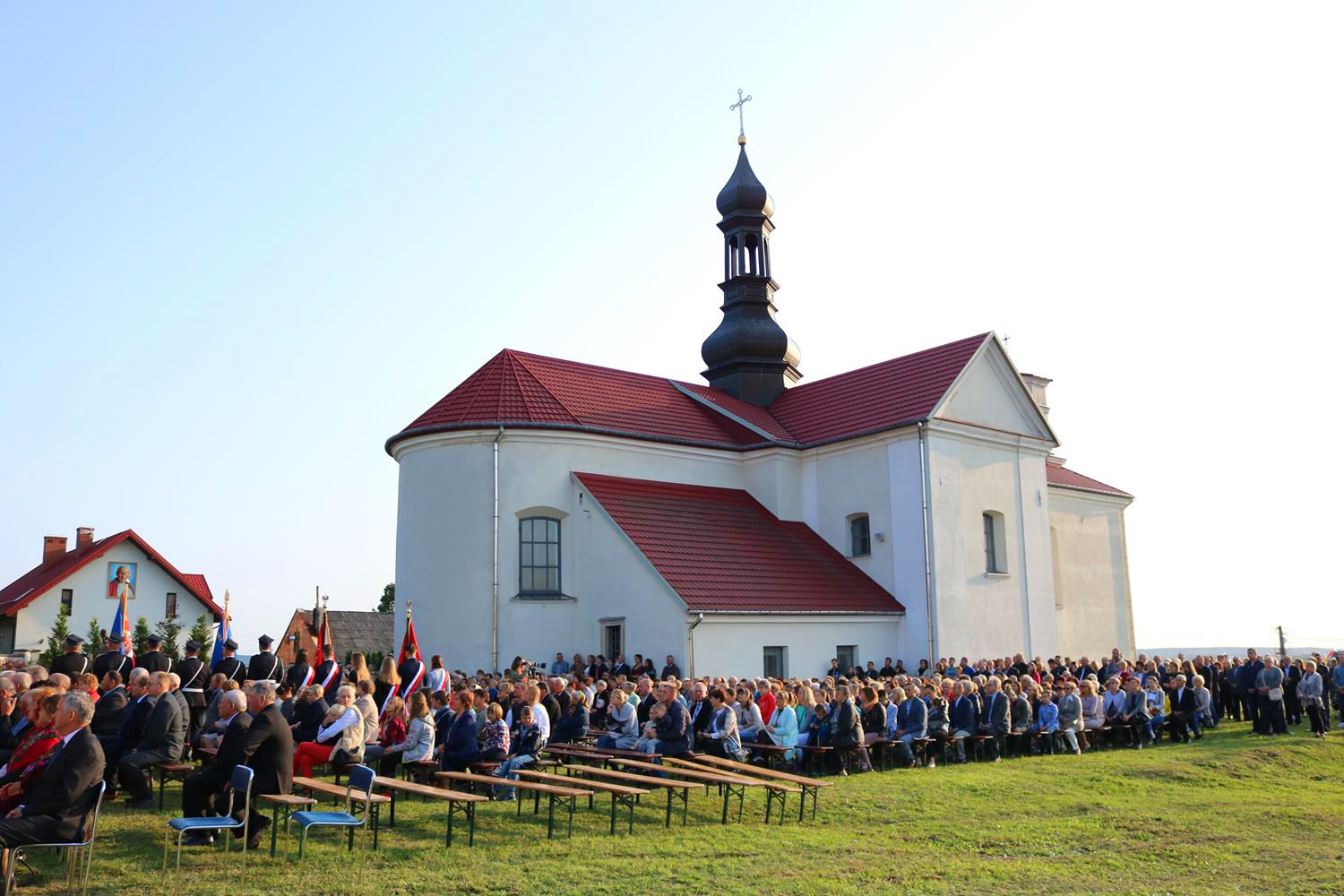
XVII-wieczny Kościół Świętego Józefa Oblubieńca NMP
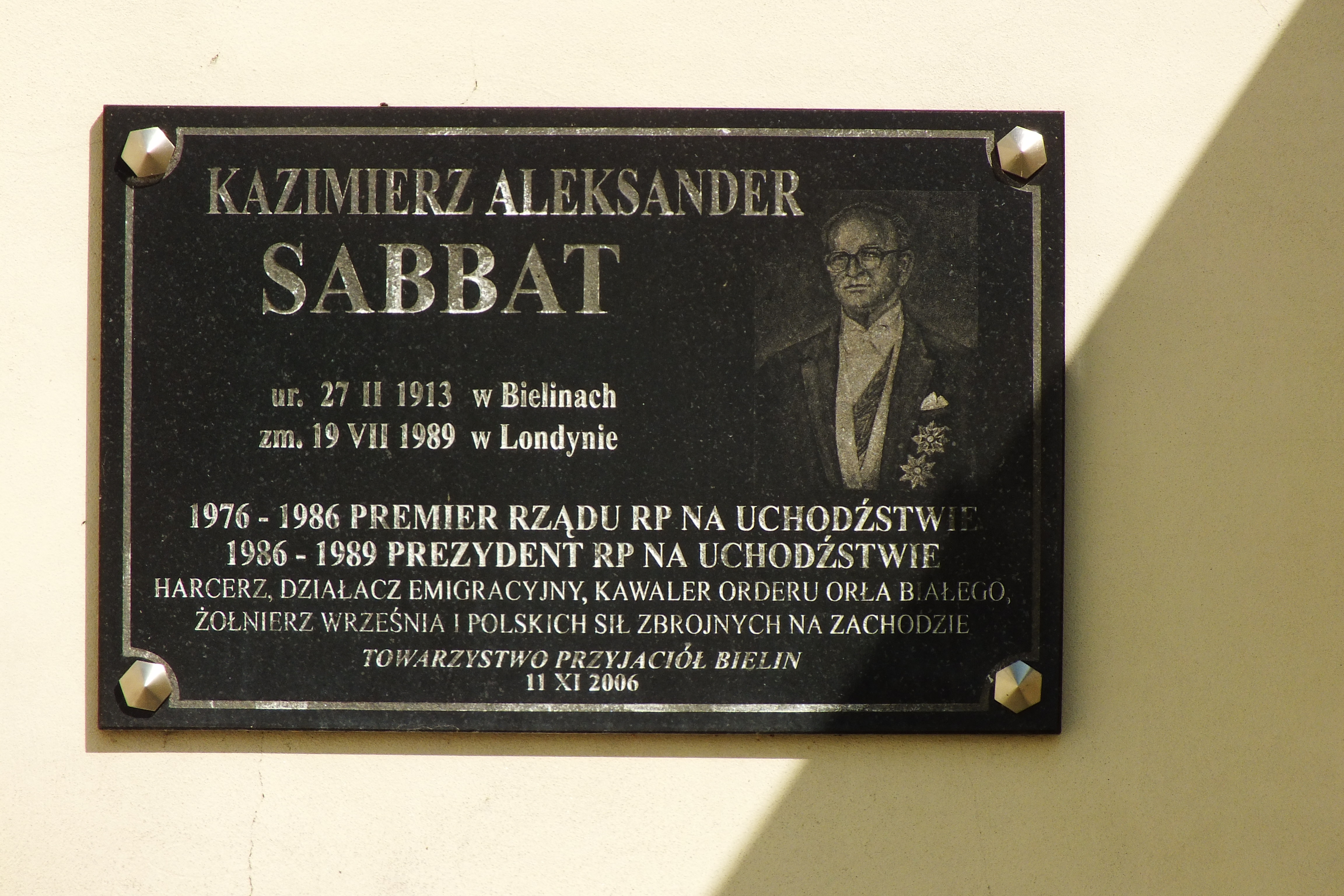
Tablica poświęcona Kazimierzowi Sabbatowi prezydentowi RP na Uchodźstwie, który urodził się w Bielinach.
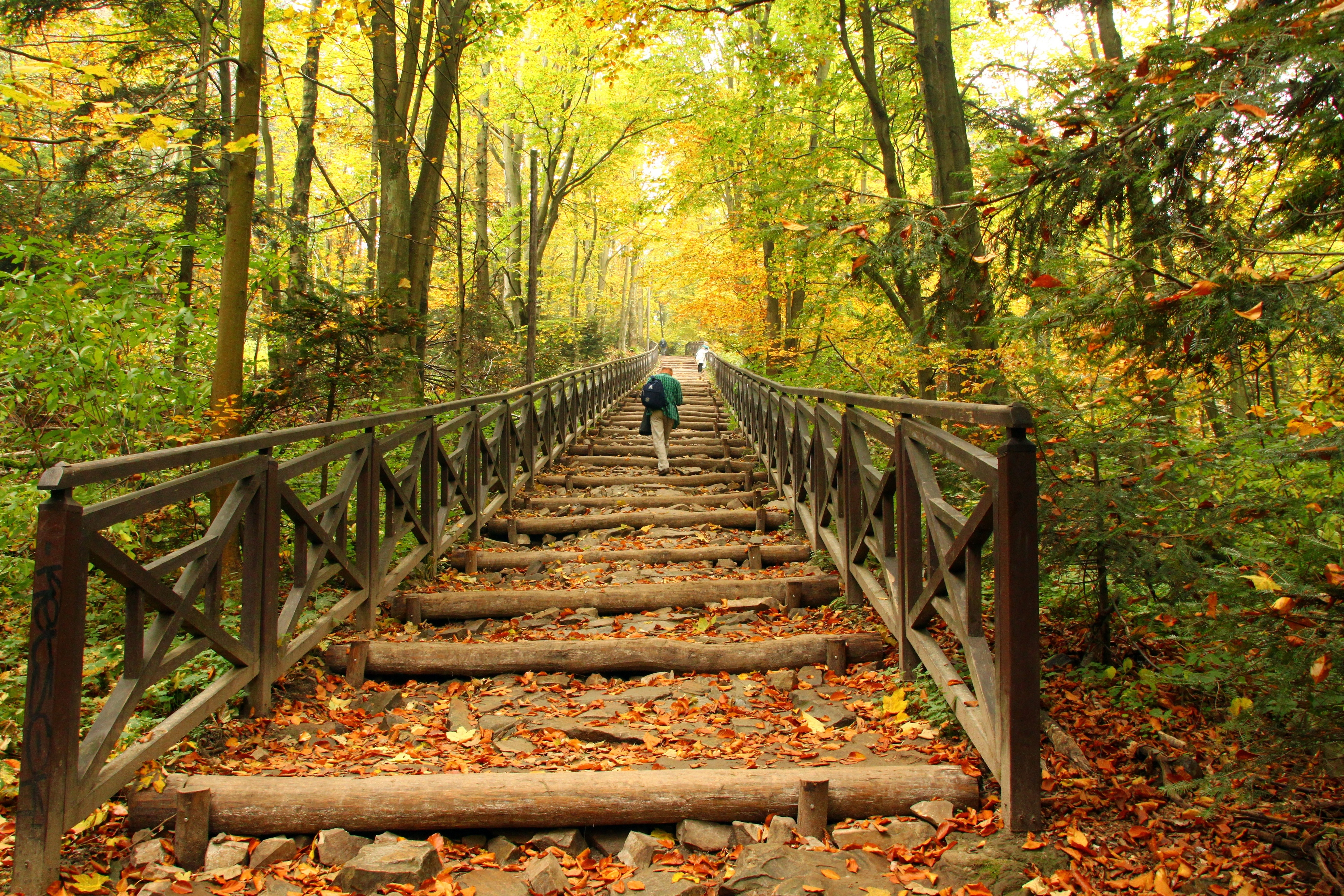
Świętokrzyski Park Narodowy
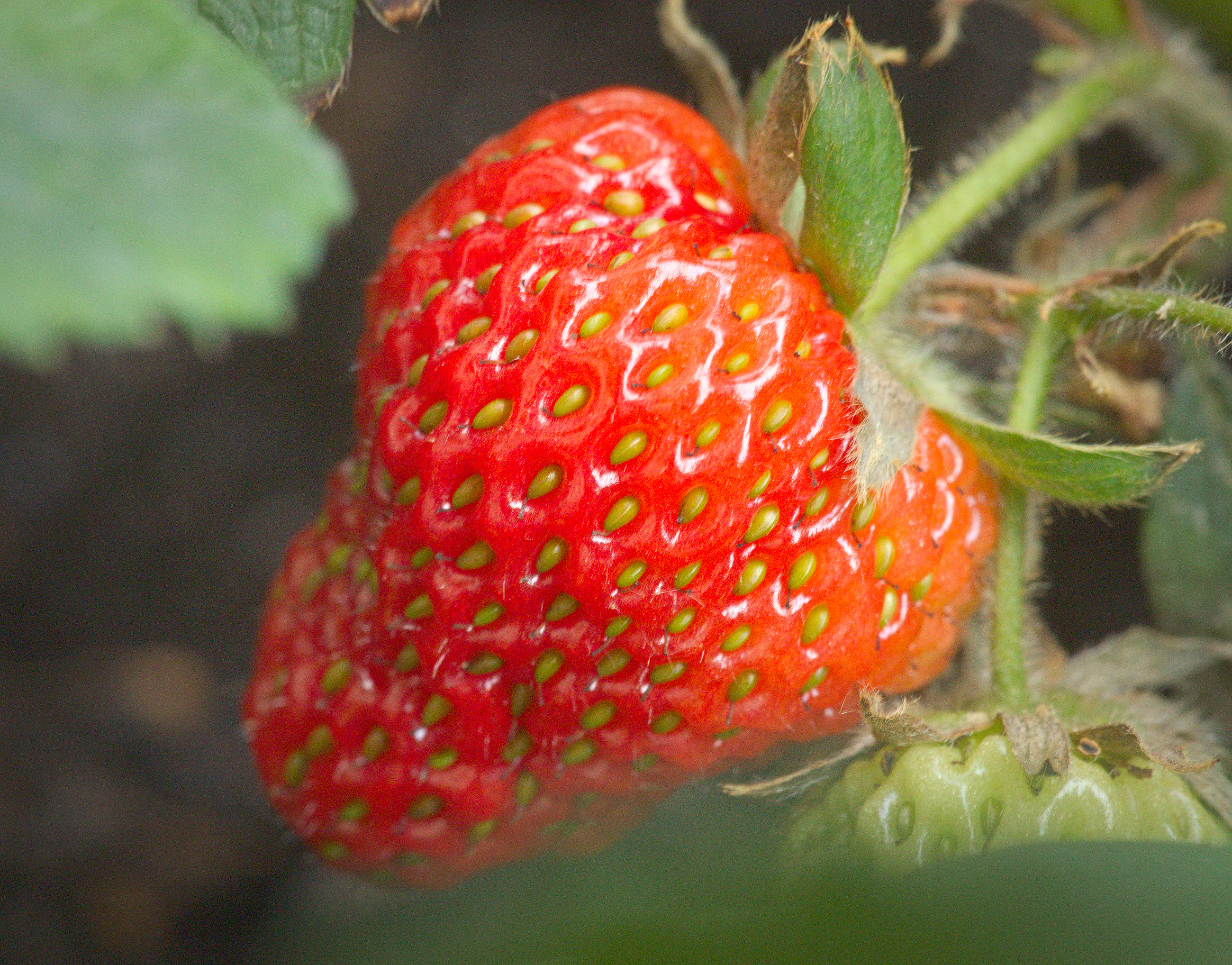
Truskawka bielińska
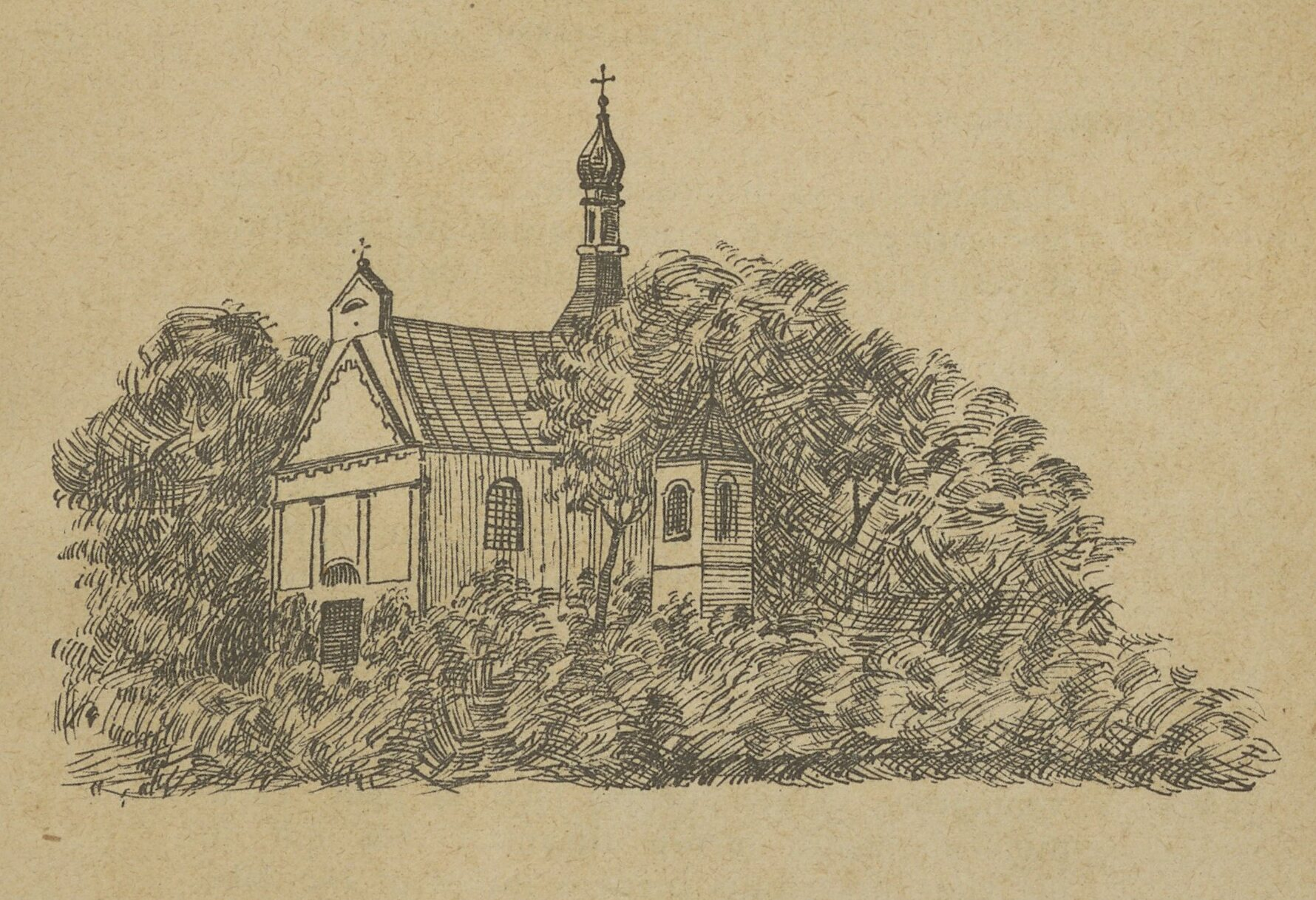
Rycina ukazująca zabytkową świątynię

## Sport
W Bielinach działa klub piłki nożnej KS Nidzianka Bieliny utworzony w 1993 roku (pierwotna nazwa Nidzianka Makoszyn). W 2015 r. drużyna seniorów awansowała do rozgrywek IV ligi w grupie świętokrzyskiej. Od 2000 roku działa również Uczniowski Klub Sportowy.
Przy kompleksie budynków Zespołu Szkół Samorządowych w Bielinach znajduje się stadion piłkarski, siłownia zewnętrzna, kort do tenisa wraz z infrastrukturą towarzyszącą, boisko do badmintona, plac zabaw z bezpieczną nawierzchnią, skate park oraz obiekt sportowy „Moje Boisko – Orlik 2012”.
Od lat 90. w Bielinach organizowany jest Ogólnopolski Wyścig Kolarski – Truskawkowy Szus.
W miejscowości działała Szkółka Kolarska z Bielin.

## Kultura i sztuka
- W roku 1851 na trasie podróży Oskara Kolberga znalazł się teren Gór Świętokrzyskich (bogate materiały dotyczące tych terenów zamieścił w monografiach „Radomskiem” i „Kieleckiem").

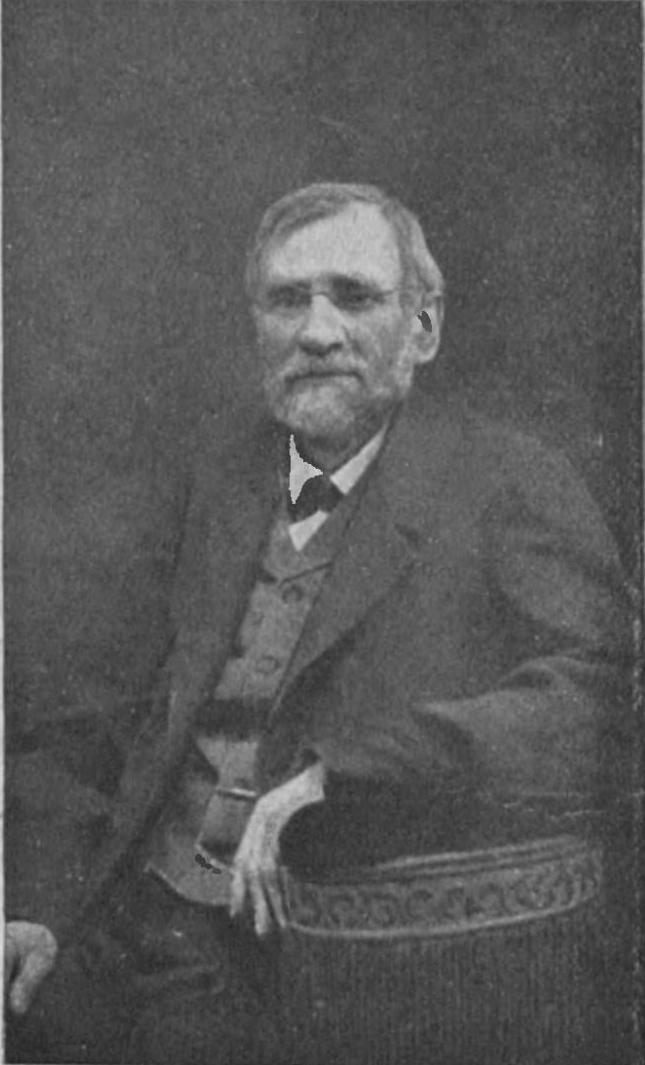
Oskar Kolberg

„U mieszkańców siół zalegających podnóże gór Świętokrzyzkich jest mniemanie, że w wigiliją św. Jana zlatują się czarownice na szczyt Łysicy dla odbycia narad, po skończeniu których odprawiają bankiet wraz z biesami w zaczarowanym ogrodzie, który się mieści na  wyż wspomnionej górze".
W Pieśniach ludu polskiego znaleźć można zapis nutowy pieśni Od Łysej Góry, melodię zasłyszaną przez Kolberga w Bielinach i Dębnie.
- W 1923 roku Stefan Żeromski w swoim dziele Snobizm i postęp,  tak opisywał tereny gminy Bieliny:

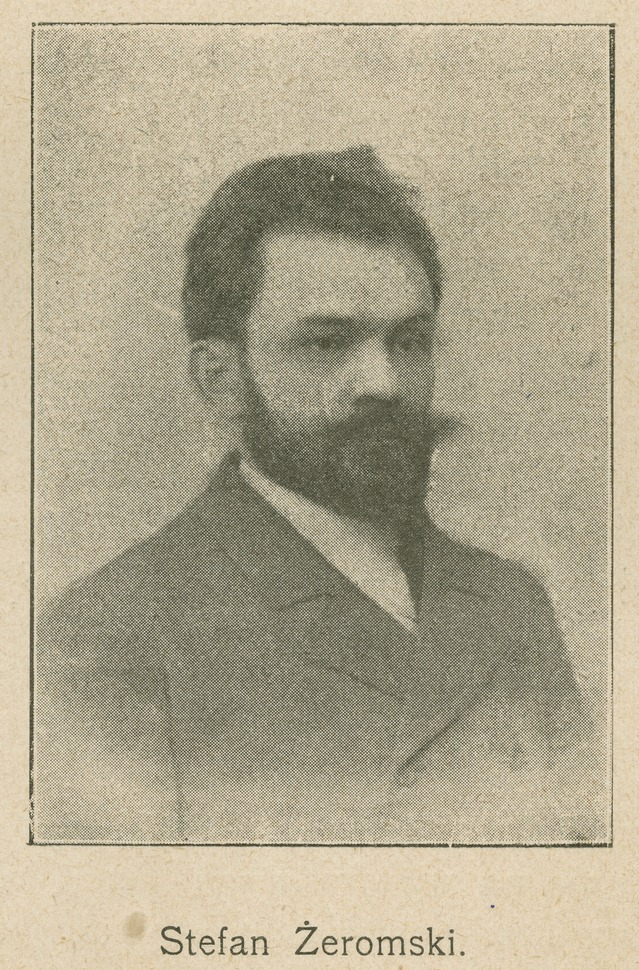
Stefan Żeromski

" Pragnąc odnaleźć idealnie polską, to znaczy możliwie najbardziej wolną od wpływów zewnętrznych gwarę – macierz, należałoby szukać jej nie na pograniczu, lecz właśnie w głębi, niejako w łonie, macierzystego kraju. Należałoby wynaleźć w Polsce krainę, położoną z dala od wszelkich granic, a więc od wpływu niemieckiego, czeskiego i ruskiego, iście słowiańską od samego początku (...) Takim krajem, według mojego rozumienia, będzie obręb terytorium, na którego jednym krańcu leży miasto Opatów, na drugim miasteczko Przedbórz, – na północy Ilża, na południu Stopnica. Jest to więc mniej więcej obszar gór i lasów świętokrzyskich. Okolica ta ma, – w przeciwieństwie do Tatr, które reprezentują pasterski sposób życia mieszkańców z niejaką domieszką rolnictwa (owies, grule),- wszystkie stopnie rozwoju: pasterski i leśny w okolicy samych Łysogór, rolniczy, jak we wszystkich innych okolicach kraju, ogrodnictwo, wysoko postawione na południowym zboczu gór świętokrzyskich (w Bielinach, Porąbkach, Słupi, Krajnie), oraz w średniowieczu wszczęte, w jednych miejscach zamarłe, legendarne, w innych do dziś istniejące kopalnictwo rud żelaza, miedzi, marmurów (...) U podnóża Łysej góry w Bielinach i Porąbkach zaprowadzone zostały przez mnichów benedyktyńskich najrzadsze i najpiękniejsze drzewa owocowe przy chatach. Kwitną tam również najpiękniejsze zapewne w Polsce dziewczęta i kobiety, o oczach połyskujących, jak u Włoszek, kruczych włosach i regularnych rysach.(...)
- Debiut bielińskiego pisarza, piewcy gwary świętokrzyskiej Józefa Ozgi-Michalskiego przypada na rok 1937, kiedy to został wydany jego tomik poetycki pt. Pieśń buntu oraz pisane stylizowaną świętokrzyską gwarą, "godki" zatytułowane Łysica gwarzy. Później mówił "wtedy nawet nie czułem się ich autorem, przekazałem w nich to, co zostało wyjęte z ust moich sąsiadów". W prawie każdym jego utworze są elementy gorącej miłości do domu rodzinnego, do Łysicy, do wsi kieleckiej i jej przepięknej malowniczej przyrody. Sam mówi o swojej twórczości: „wszystko, co piszę, jest z ducha ziemi świętokrzyskiej”. Autor bohaterami swoich dzieł uczynił osoby, które faktycznie żyły (niektóre żyją do dziś) w Bielinach, Kakoninie, Belnie, Lechowie, Porąbkach (np. Teliga, Horymowo, Frąk, Iwan, Parobiec, Ozga, Grzegorcyk).

- W 1951 roku powstał zespół folklorystyczny "Wesele Bielińskie". Przedstawiał tradycyjne obrzędy weselne podczas widowiska teatralnego trwającego ponad dwie godziny. Oparte ono było na adaptacji sztuki etnografa Stanisława Suchorowskiego "Wesele świętokrzyskie" z wykorzystaniem zwyczajów, pieśni, przyśpiewek i tańców regionalnych, żywych jeszcze wtedy w obrzędowości weselnej Gór Świętokrzyskich. Zespół w okresie swojej świetności liczył 50 członków. Cieszył się wielką popularnością nie tylko w Bielinach, ale także w okolicy i różnych miejscowościach całego kraju. Brał udział w wielu festiwalach folklorystycznych, między innymi w Zakopanem, Kazimierzu Dolnym, Włoszczowie, Warce, Suchedniowie, w Warszawie.zespół folklorystyczny "Wesele Bielińskie"

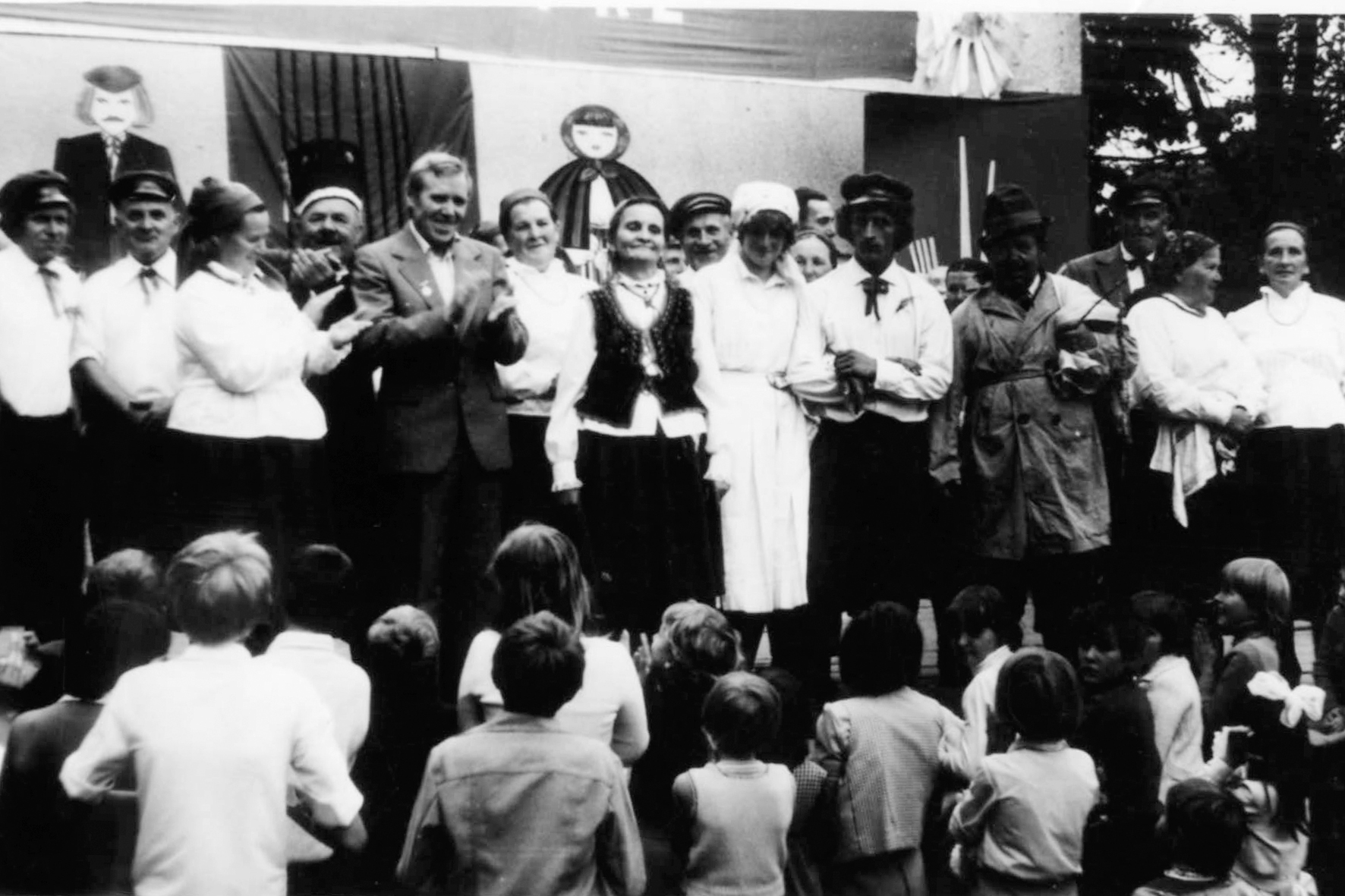
zespół folklorystyczny "Wesele Bielińskie"

- Seweryna Szmaglewska osadziła fabułę swojej powieści dla dzieci i młodzieży "Czarne Stopy" w Górach Świętokrzyskich. Pozycja zawiera bogaty opis Puszczy Jodłowej i okolic w tym wzmiankę o Kakoninie i Bielinach, a konkretnie o legendzie związaną z powstaniem bielińskiego kościoła, zbóju Kaku i szklarzu Krzychu Jóźwiku.

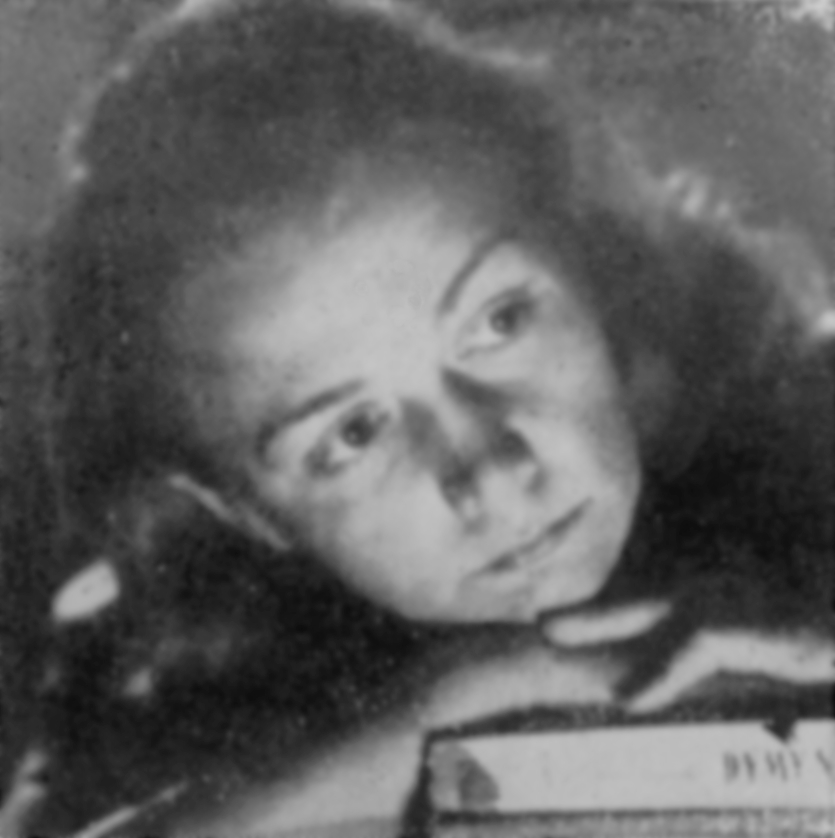
Seweryna Szmaglewska

" Legend i podań ludowych my też usłyszeliśmy dużo. Spotkaliśmy starego człowieka. Ten by łatwo mógł wygrać nasz konkurs! Opowiedział nam o zbójcach z kakonińskiego lasu. (...) Napadali oni pielgrzymów, rabowali okoliczne dwory. Zebrali ogromne skarby. Ukryli je częściowo na Łysicy, resztę w pniu starej lipy w kakonińskim lesie. Wreszcie ich ujęto i w Krakowie król wydał na nich wyrok. Egzekucja miała się odbyć na Błoniach, gdzie zebrały się tłumy ludzi. Jeden ze skazańców prosił, aby mu pozwolono zaśpiewać przed śmiercią i śpiewał tak: "Oj lipko, lipko na Kakoninie, kto ciebie dostanie, panem na zawsze zostanie i jego dzieci". Posłyszał to szklarz z Kakonina, co przyjechał na egzekucję. Nie czekał już końca, tylko czym prędzej wracał pod Łysicę. Szukał długo, całymi nocami przetrząsał las okoliczny, aż znalazł ogromny skarb. Dźwigali z żoną do domu klejnoty, napełnili nimi całe koryto. Nie wiedzieli, co z tym zrobić, poszli do spowiedzi. Za radą księdza szklarz, Jóźwik Krzych, rozdał ogromne bogactwo biedakom i wybudował kościół na górze Popówce w Bielinach."
- W latach 1963 roku została wydana publikacja pt. Pieśni ludowe z Łysogór autorstwa Zygmunta Włodzimierza Pyzika, która zawiera 30 pieśni ludowych zapisanych z posłuchu od 6 śpiewaczek lokalnych: Ewy Kot, Julianny Krzos, Anny Michalskiej, Krystyny Okulskiej, Marianny Kopacz i Józefy Dudek[40].
- Lata 60 – 80 przypadają na okres twórczości bielińskiego malarza Stanisława Bąka (1931- 1987). Największą sławę przyniosły mu obrazy ukazujące wydarzenia rodzinnej wsi, jak np. Wesele w Bielinach, Zielna w Bielinach, Odpust w Bielinach, Kolędnicy. Za pracę na rzecz kultury otrzymał odznakę Zasłużony Działacz Kultury. Należał do Stowarzyszenia Twórców Ludowych. W zbiorach Muzeum Narodowego w Kielcach znajduje się 16 jego prac.
- Na przełomie lat 60. i 70. XX wieku Bieliny uwiecznił na swych obrazach słynny malarz Antoni Teslar[41]
- 1 czerwca 1998 roku po raz pierwszy zostały zorganizowane Dni Świętokrzyskiej Truskawki, folklorystyczny festyn, połączony z Mistrzostwami Świata w Szypułkowaniu Truskawek.
- W 2001 roku powstaje Towarzystwo Przyjaciół Gminy Bieliny, prowadzące działania na rzecz zachowania dziedzictwa kulturowego, upowszechniania wiedzy o historii i dniu dzisiejszym Bielin i innych miejscowości położonych na terenie gminy Bieliny z inicjatywy Sławomira Jóźwika i Andrzeja Drogosza. W 2004 roku TPB utworzyło fundusz stypendialny im. JM Rektora Uniwersytetu Jagiellońskiego Ks. Prof. Karola Teligi. Stypendia są wręczane co roku jako najważniejszy punkt programu Dnia Kultury i Tradycji Gminy Bieliny. Innymi sukcesami towarzystwa są m.in. organizowanie cyklicznych imprez turystycznych "Rodzinne wędrowanie" (rajdy piesze i rowerowe), gminnego Konkursu Historycznego im. Prezydenta Kazimierza Sabbata czy przeprowadzanie corocznych kwest i zbiórek pieniędzy na odnowę i ochronę miejscowych zabytków (kapliczki przydrożne, zabytkowe nagrobki).Katarzyna Berenika Miszczuk

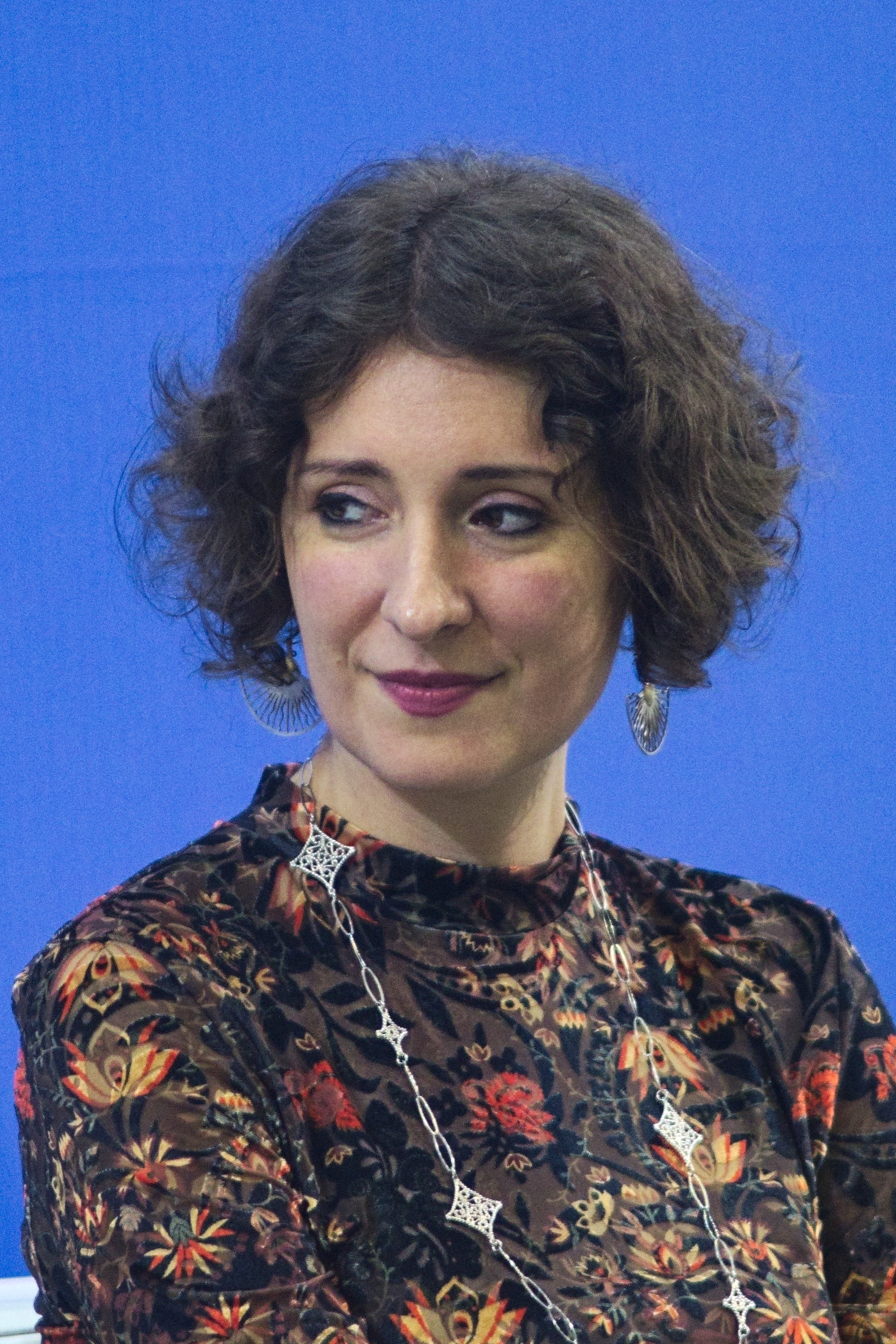
Katarzyna Berenika Miszczuk

- W 2007 roku zostały wydane: pierwsza obszerna monografia historyczno-etnograficzna Gminy Bieliny – Kartki z przeszłości gminy Bieliny, autorstwa Andrzeja Drogosza i Anety Cedro oraz książka Parafia Bieliny: zarys dziejów autorstwa Ryszarda Skrzyniarza.
- W Bielinach działają następujące zespoły folklorystyczne: Bielinianki, Małe Bielinianki ; kapele ludowe: Echo Łysicy, Kapela Bielińska oraz Chór Towarzystwa Przyjaciół Bielin Sabbaton.
- Katarzyna Berenika Miszczuk, polska pisarka umieściła akcję swoich powieści z sagi Kwiat Paproci w Bielinach i Kakoninie. Jedna z głównych bohaterek posługuje się autentyczną gwarą świętokrzyską, a co poniektóre opisane obrzędy i zwyczaje do tej pory są kultywowane przez lokalną ludność. Autorka przyznała, że wzorowała się zabytkową chałupą w Kakoninie, przy kreowaniu chaty Szeptuchy. Powieści ulokowane w Bielinach – Szeptucha, Żerca, Jaga i Przesilenie otrzymały nagrodę Najlepszej Powieści Roku w kategorii literatura fantasy portalu lubimyczytac.pl[42]. W 2021 roku została wydana pierwsza część sagi Klub Kwiatu Paproci dla dzieci i młodzieży, także osadzona w Bielinach i okolicy pt. Tajemnica Domu w Bielinach. W 2022- 2023 roku doczekała się dwóch kontynuacji - Tajemnica Dąbrówki oraz Tajemnica Ognia.[43]

## Osoby pochodzące z Bielin

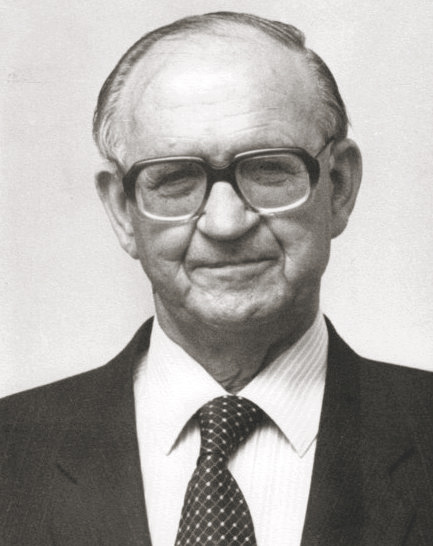
Kazimierz Sabbat (1913 - 1989)

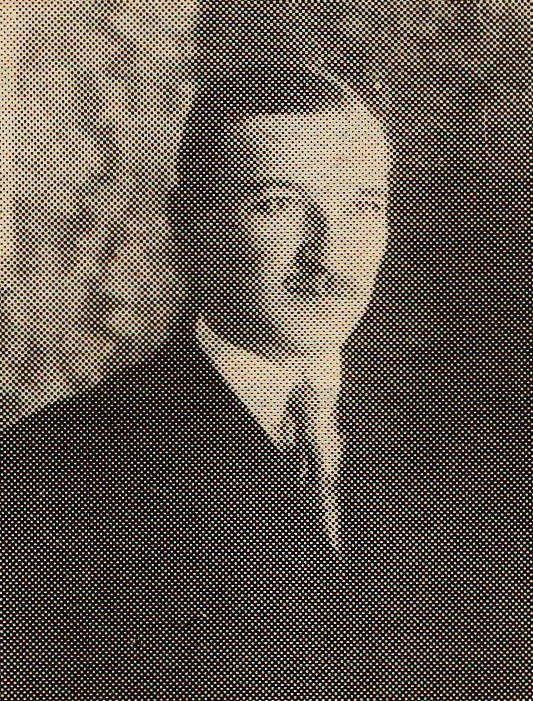
Józef Piechota (1890-1936)

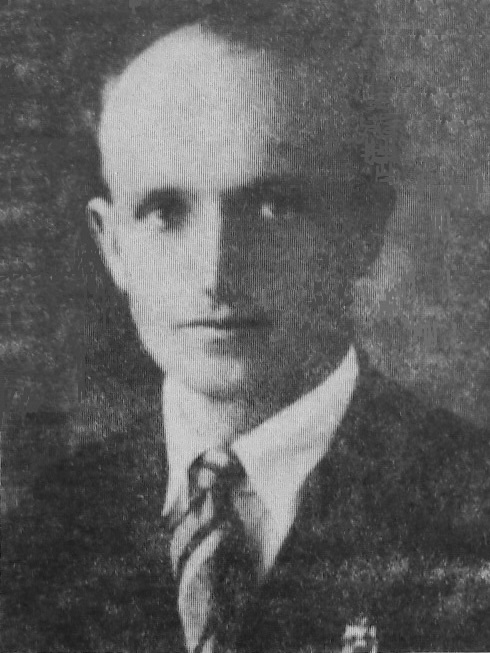
Stefan Teliga (1896-1942)

- Kazimierz Sabbat (1913–1989) – premier i prezydent RP na Uchodźstwie
- Józef Ozga-Michalski – poeta i prozaik, działacz ludowy, poseł i wicemarszałek Sejmu Polskiej Rzeczypospolitej Ludowej, wiceprzewodniczący Rady Państwa[44].
- Józef Teliga – działacz niepodległościowy, pułkownik Armii Krajowej
- Karol Teliga – wieloletni rektor Uniwersytetu Jagiellońskiego w XIX wieku
- Tomasz Brożyna – polski kolarz szosowy, olimpijczyk z Atlanty (1996) i Aten (2004). Trener kadry narodowej kolarzy
- Alfreda Zawierucha-Rubak – lekarz medycyny, wiceprzewodnicząca Sejmiku Województwa Świętokrzyskiego, radna III kadencji[45]
- Józef Michał Juszyński – polski biskup rzymskokatolicki, biskup diecezjalny sandomierski w latach 1859–1880[46]
- Wincenty Humnicki h. Gozdawa – rotmistrz kawalerii narodowej w powstaniu kościuszkowskim, ojciec Ignacego Humnickiego[47]
- Cyprian Michał Bukowiński – dziedzic majątku ziemskiego Święcicy. Ojciec Władysława Bukowińskiego – poety, krytyka teatralnego i literackiego[48]
- Józef Dudkiewicz – polski ksiądz katolicki, budowniczy wielu kościołów dla Polonii w USA[47]
- Wincenty Raczyński – weteran Powstania Styczniowego, podporucznik Wojska Polskiego[49]
- Ignacy Teliga – weteran Powstania Listopadowego i Powstania Styczniowego[50]
- Józef Piechota – prezydent miasta Lublina w latach 1929−1936, działacz samorządowy i społeczny
- Władysław Ziach – żołnierz 2 Pułku Piechoty Legionów[51]. Kawaler Krzyża Walecznych, odznaczony honorową odznaką Gwiazdą Przemyśla
- Stefan Teliga – działacz niepodległościowy, uczestnik wojny polsko-bolszewickiej, Kawaler Orderu Virtuti Militari oraz Krzyża Walecznych, ojciec Zofii Teligi-Mertens[52]
- Kazimierz Maciejski – weteran Powstania Styczniowego
- Ewa Kot – ludowa poetka i pieśniarka, „pierwsza dama świętokrzyskiego folkloru”, członkini Zespołu obrzędowego „Wesele Bielińskie”[53]
- Stanisław Huruk – polski entomolog, doktor habilitowany nauk biologicznych, dyrektor Świętokrzyskiego Parku Narodowego w latach 2006–2011
- Andrzej Drogosz - nauczyciel, autor monografii gminy, regionalista[16]
- Stanisław Maciejski - polski działacz samorządowy, ekonomista, kombatant wojenny. Były prezydent Piły. [54]

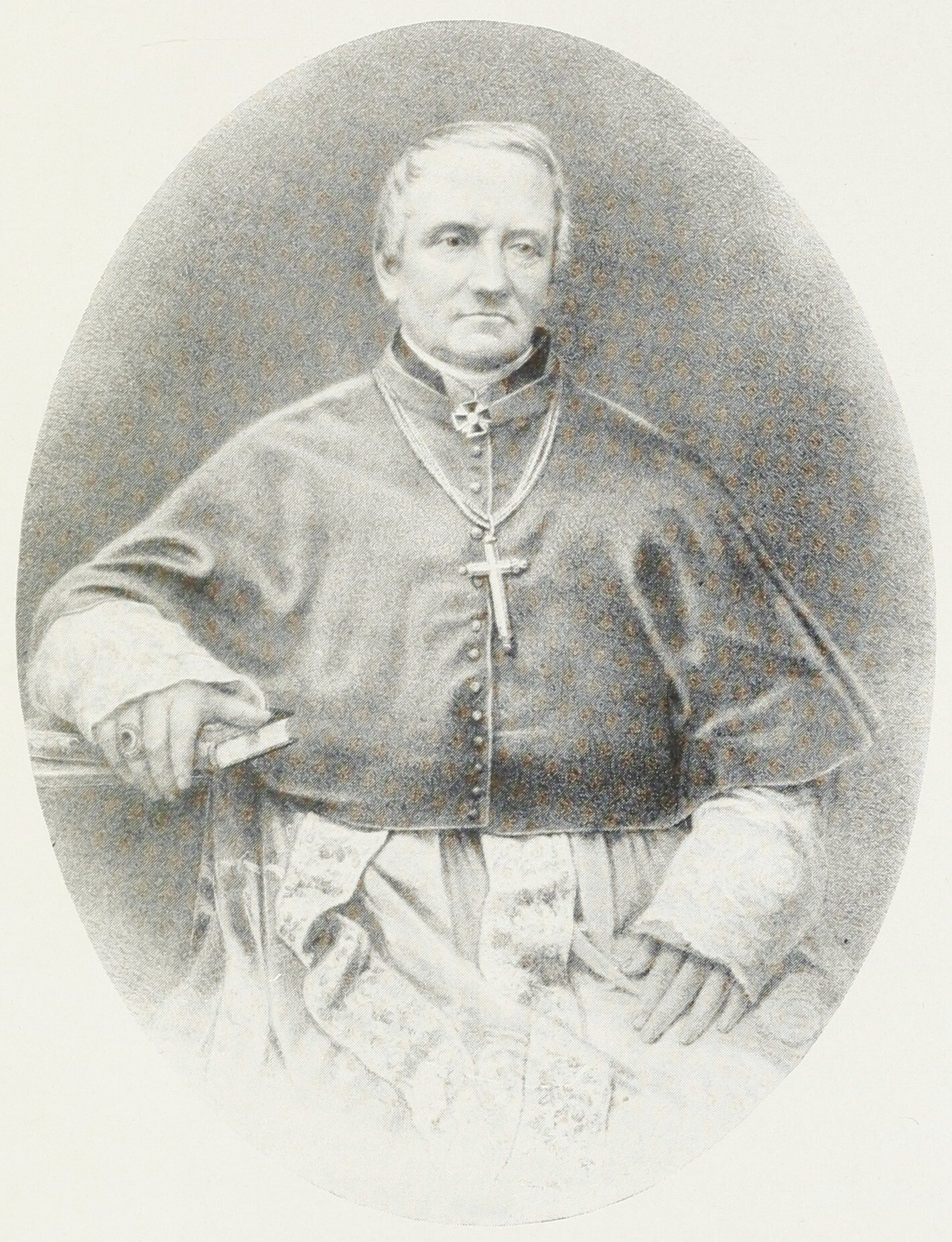
Józef Michał Juszyński (1793-1880)

- Józef Michał Juszyński (1793-1880)Ryszard Skrzyniarz – teolog, historyk Kościoła, profesor KUL
- Stanisław Meducki – doktor habilitowany nauk humanistycznych. Specjalizuje się w historii gospodarczej, makroekonomii i międzynarodowych stosunkach gospodarczych
- Marian Obara – kapral podchorąży 4 Pułku Legionów Armii Krajowej, dowódca oddziału dywersyjnego „Szatan”, poległ w bitwie pod Antoniowem w 1944 roku.
- Stanisław Mikołajczyk ps. „Harpun” – działacz konspiracji, żołnierz Związku Walki Zbrojnej[55]
- Stanisław Bąk – malarz, reprezentant malarstwa ludowego na terenie Kielecczyzny

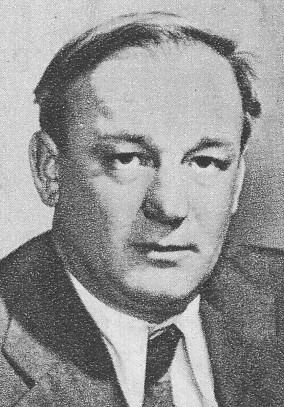
Józef Ozga-Michalski (1919 - 2002)

- Józef Ozga-Michalski (1919 - 2002)Mieczysław Józef Sala – poeta, nauczyciel
- Agnieszka Dyk – piosenkarka, wokalistka zespołu Brathanki[56]
- Tadeusz Kłak – eseista, dziennikarz, profesor nauk filologicznych
- Witold Janocha – polski duchowny, dr. habilitowany nauk teologicznych Katolickiego Uniwersytetu Lubelskiego
- Stanisław Wiech – profesor nauk humanistycznych, specjalizujący się w historii społecznej i politycznej Królestwa Polskiego i Rosji XIX i XX wieku
- Stanisław Durlej – dziennikarz, pisarz; badacz dziejów ruchu ludowego na Kielecczyźnie; autor Sag świętokrzyskich
- Tadeusz Kowalczyk – poseł na Sejm X i I kadencji
- Adam Maruszak – muzyk, kierownik muzyczny,1 dyrektor lubelskiego Zespołu Pieśni i Tańca im. Wandy Kaniorowej[57]
- Edyta Winiarska-Lisiecka – doktor inżynier Szkoły Głównej Gospodarstwa Wiejskiego w Warszawie, Katedra Krajobrazu[58]
- Dominik Skrzyniarz – wokalista m.in. GooseBumps, NoName, Wołosatek. Uczestnik Bitwy na Głosy w drużynie Natalii Kukulskiej[59]
- Tadeusz Winiarski – leśnik, członek Polskiego Towarzystwa Botanicznego. Twórca sieci rezerwatów i pomników przyrody[47]
- Kamila Kępczyńska-Kaleta – ekspert Komisji Europejskiej do spraw edukacji nieformalnej[60][61]
- Anna Kępczyńska-Nyk – endokrynolog, seksuolog. Nauczyciel akademicki Wydziału Lekarskiego WUM[62]
- Piotr Brożyna – polski kolarz szosowy. Syn Tomasza Brożyny[63]